# Экономика Украины
Экономика Украины  — 46-я в мире по размеру ВВП по ППС — 659 миллиардов долларов США (данные МВФ за 2024 год). Основу украинской экономики составляют многоотраслевая промышленность, сельское хозяйство и сфера услуг.

## Обзор
| Причерноморский Северо-Восточный Карпатский Центральный Приднепровский | Столичный район Подольский Северо-Западный Донецкий |

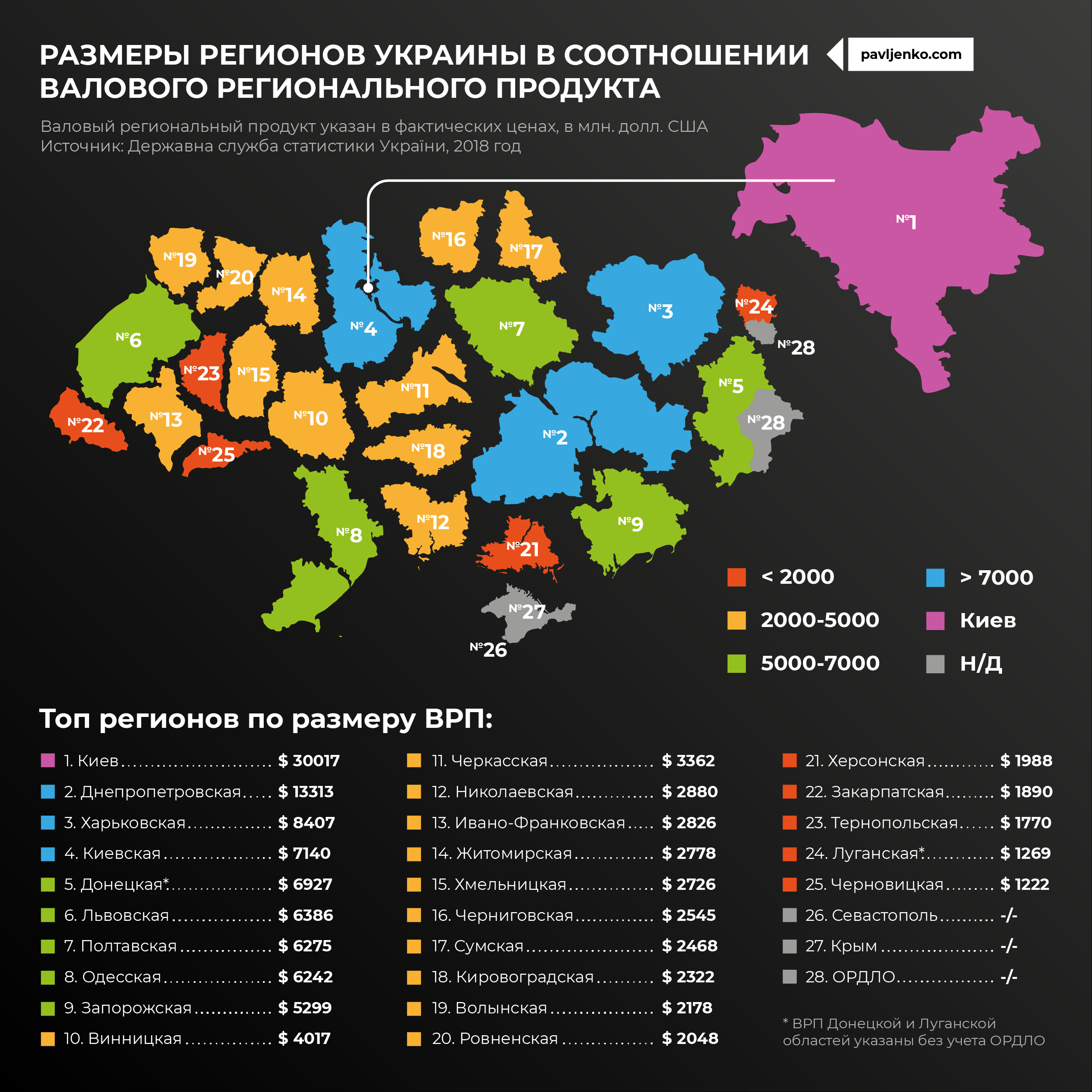
На инфографике показатель площади привязан к валовому региональному продукту (ВРП), чтобы представить соотношение размеров регионов Украины в экономике страны

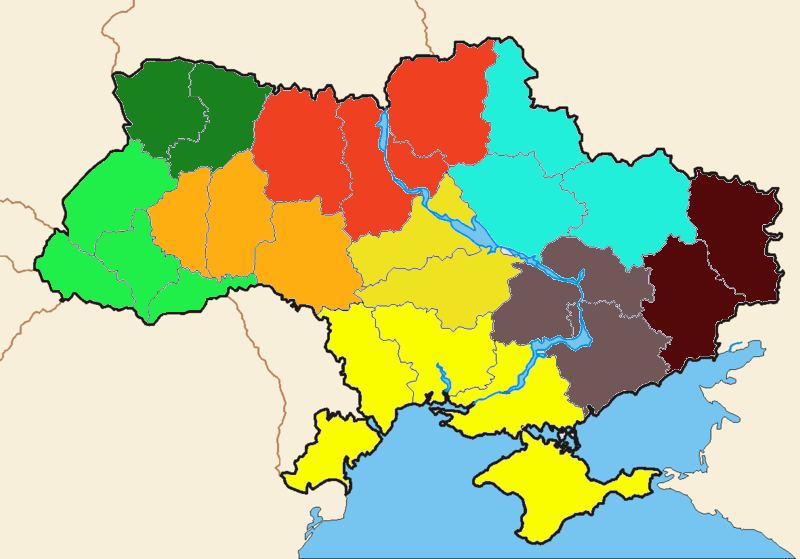
Экономическое районирование Украины

Украинская ССР была наиболее важным экономическим компонентом советской экономики после РСФСР. Украинская тяжёлая промышленность была способна поставлять в остальные республики бывшего Советского Союза многие виды уникального оборудования и материалов, а сельское хозяйство обеспечивало до четверти всесоюзного производства сельхозпродукции (мясомолочных продуктов, зерна и овощей).
Вследствие приватизации 1990-х годов к 1999 году валовый внутренний продукт Украины упал до 40 % от уровня 1991 года. Однако в 2010 году украинской власти удалось договориться о существенных скидках на поставки российского природного газа, что позволило добиться медленного прироста в 2010—2013 годах несмотря на доминирование в экономике олигархических кланов. Тем не менее, это не помогло стране догнать своих соседей или выйти из рядов беднейших государств в Европе.
События конца 2013 — начала 2014 годов, аннексия Крыма и война в Донбассе ввергли государство в кризис, из-за которого валютные резервы резко сократились, ВВП упал на 17 %, а инфляция достигла 60 %. Благодаря международному сообществу ситуацию удалось стабилизировать и добиться некоторых успехов, однако перед страной остро стоит целый комплекс нерешённых проблем: борьба с коррупцией (см. коррупция на Украине), создание рынков капитала, улучшение бизнес-среды и проведение дальнейшей приватизации государственной собственности.

### Региональные различия
Наиболее развитыми в экономическом отношении регионами были Донбасс (до начала российско-украинской войны), Приднепровье (Днепропетровская область и Запорожская область), а также города Киев, Харьков, Одесса, Львов.
Наиболее аграрные экономические районы: Подольский, Центральный и Причерноморский.

### ВВП

Динамика роста ВВП (ППС) Украины.
Источник: Всемирный банк.
Примечание: Исходный файл — интерактивный

Динамика роста ВВП (ППС) на душу населения Украины и других крупнейших государств, образованных в результате распада СССР. Источник: Всемирный банк

Численность населения Украины с 1950 года

| Год  | ВВП, млрд (в нац. валюте) | ВВП, млрд долл. | ВВП ППС, млрд долл. | Уровень ВВП к предыдущему году (в %) | Уровень ВВП (в % к 1990 году) |
| ---- | ------------------------- | --------------- | ------------------- | ------------------------------------ | ----------------------------- |
| 1990 | 0                         | 293,235*        | 505,504*            | ▲0                                   | 100,0                         |
| 1991 | 0,001*                    | 101,116*        | 458,430*            | ▼-8,700*                             | 91,3                          |
| 1992 | 0,052                     | 22,193          | 318,309             | ▼-9,900*                             | 82,3                          |
| 1993 | 1,587                     | 35,025          | 277,653             | ▼-14,799                             | 70,6                          |
| 1994 | 12,449                    | 38,012          | 219,007             | ▼-22,766                             | 54,4                          |
| 1995 | 56,381                    | 38,275          | 196,427             | ▼-12,142                             | 47,8                          |
| 1996 | 84,308                    | 46,083          | 180,309             | ▼-9,851                              | 43,0                          |
| 1997 | 96,559                    | 51,867          | 177,572             | ▼-3,175                              | 41,7                          |
| 1998 | 106,103                   | 43,315          | 176,240             | ▼-1,815                              | 40,9                          |
| 1999 | 134,904                   | 32,661          | 178,575             | ▼-0,203                              | 40,8                          |
| 2000 | 175,888                   | 32,331          | 193,472             | ▲5,932                               | 43,2                          |
| 2001 | 211,175                   | 39,309          | 216,141             | ▲9,227                               | 47,2                          |
| 2002 | 234,138                   | 43,956          | 231,177             | ▲5,340                               | 49,7                          |
| 2003 | 277,355                   | 52,010          | 258,226             | ▲9,517                               | 54,4                          |
| 2004 | 357,544                   | 67,226          | 296,623             | ▲11,795                              | 61,0                          |
| 2005 | 457,325                   | 89,282          | 315,569             | ▲3,071                               | 62,7                          |
| 2006 | 565,018                   | 111,885         | 349,893             | ▲7,571                               | 67,3                          |
| 2007 | 751,106                   | 148,734         | 388,715             | ▲8,216                               | 72,2                          |
| 2008 | 990,819                   | 188,240         | 405,232             | ▲2,243                               | 74,2*                         |
| 2009 | 947,042                   | 121,552         | 346,506             | ▼-15,136                             | 63,3*                         |
| 2010 | 1079,346                  | 136,011         | 351,656             | ▲4,1                                 | 65,8*                         |
| 2011 | 1299,991                  | 163,161         | 378,532             | ▲5,466                               | 69,2*                         |
| 2012 | 1404,669                  | 175,707         | 386,425             | ▲0,239                               | 69,3*                         |
| 2013 | 1465,198                  | 179,572         | 486,3               | ▼-0,0                                | 69,4*                         |
| 2014 | 1586,915                  | 132,343         | 462,0               | ▼-6,6                                | 64,8*                         |
| 2015 | 1988,544                  | 90,939          | 435,4               | ▼-9,8                                | 58,5*                         |
| 2016 | 2383,182                  | 93,3            | 475,7               | ▲2,4                                 | 59,9*                         |
| 2017 | 2908,233                  | 112,1           | 504,1               | ▲2,4                                 | 61,4*                         |
| 2018 | 3558,706                  | 130,9           | 534,2               | ▲3,5                                 | 63,4*                         |
| 2019 | 3974,564                  | 154,0           | 561,2               | ▲3,2                                 | 65,5*                         |
| 2020 | 3503,407                  | 155,3           | 546,3               | ▼3,8                                 |                               |
| 2021 | 2878,565                  | 198,32          | 588,4               | ▲3,4                                 |                               |
| 2022 | 2014,9955                 | 138,824         | 411,88              | ▼30,4                                |                               |
| 2023 | 2113,7                    | 145,6           | 432,0               | ▲4,9                                 |                               |

* Экстраполированные значения.
| Год  | грн    | долл. |
| ---- | ------ | ----- |
| 2002 | 4681   | 879   |
| 2003 | 5591   | 1048  |
| 2004 | 7272   | 1367  |
| 2005 | 9371   | 1828  |
| 2006 | 11 630 | 2303  |
| 2007 | 15 496 | 3068  |
| 2008 | 20 494 | 3891  |
| 2009 | 19 832 | 2545  |
| 2010 | 23 600 | 2974  |
| 2011 | 28 813 | 3570  |
| 2012 | 30 912 | 3856  |
| 2013 | 31 988 | 4030  |
| 2014 | 35 834 | 3014  |
| 2015 | 46 210 | 2115  |
| 2016 | 55 853 | 2185  |
| 2017 | 70 224 | 2640  |
| 2018 | 84 192 | 3120  |
| 2019 | 96 346 | 3690  |
| 2020 |        | 3750  |
| 2021 |        | 4830  |

| Вид производства                                                           | млн грн   | %     |
| -------------------------------------------------------------------------- | --------- | ----- |
| Общий ВВП                                                                  | 1 979 458 | 100   |
| Сельское, лесное и рыбное хозяйство                                        | 236 003   | 11,92 |
| Добывающая промышленность и разработка карьеров                            | 94 824    | 4,79  |
| Перерабатывающая промышленность                                            | 239 066   | 12,08 |
| Поставки электроэнергии, газа, пара и кондиционированного воздуха          | 54 155    | 2,74  |
| Водоснабжение; канализация, обращение с отходами                           | 9 523     | 0,48  |
| Строительство                                                              | 44 671    | 2,26  |
| Оптовая и розничная торговля; ремонт автотранспортных средств и мотоциклов | 288 096   | 14,55 |
| Транспорт, складское хозяйство, почтовая и курьерская деятельность         | 131 209   | 6,63  |
| Временное размещение и организация питания                                 | 11 531    | 0,58  |
| Информация и телекоммуникации                                              | 67 822    | 3,43  |
| Финансовая и страховая деятельность                                        | 61 334    | 3,1   |
| Операции с недвижимым имуществом                                           | 110 434   | 5,78  |
| Профессиональная, научная и техническая деятельность                       | 53 847    | 2,72  |
| Деятельность в сфере административного и вспомогательного обслуживания     | 20 786    | 1,05  |
| Государственное управление и оборона; обязательное социальное страхование  | 94 294    | 4,76  |
| Образование                                                                | 83 285    | 4,21  |
| Охрана здоровья и предоставление социальной помощи                         | 55 628    | 2,81  |
| Искусство, спорт, развлечения и отдых                                      | 12 258    | 0,62  |
| Предоставление прочих видов услуг                                          | 12 606    | 0,64  |
| Чистые налоги на продукты                                                  | 298 086   | 15,06 |

|                 | 1991 | 2000 |
| --------------- | ---- | ---- |
| ТЭК             | 7    | 22   |
| Металлургия     | 11   | 30   |
| Химия           | 6    | 6    |
| Машиностроение  | 26   | 13   |
| Лесная          | 3    | 2    |
| Стройматериалов | 4    | 3    |
| Лёгкая          | 12   | 2    |
| Пищевая         | 24   | 17   |

## История

### Украинская ССР
В середине 1980-х годов, с началом «перестройки», в экономике СССР, составной частью которой являлась экономика Украинской ССР, усилились негативные тенденции. Положение осложнила авария на Чернобыльской АЭС, ликвидация последствий которой потребовала значительных усилий и расходов.
В 1986—1990 годах (XII пятилетка) среднегодовые темпы роста ВНП снизились до 2,4 % (по сравнению с 4,8 % в годы X-й и 3,7 % в годы XI-й пятилетки), а в 1990 г. вообще стали отрицательными. 
16 июля 1990 года Верховный Совет УССР принял Декларацию о государственном суверенитете Украины, которая провозглашала экономическую самостоятельность Украины и право на ведение независимой внешней политики (в том числе внешнеэкономической политики). Началось создание нормативно-правовой базы для реформирования экономики.

### 1990-е годы

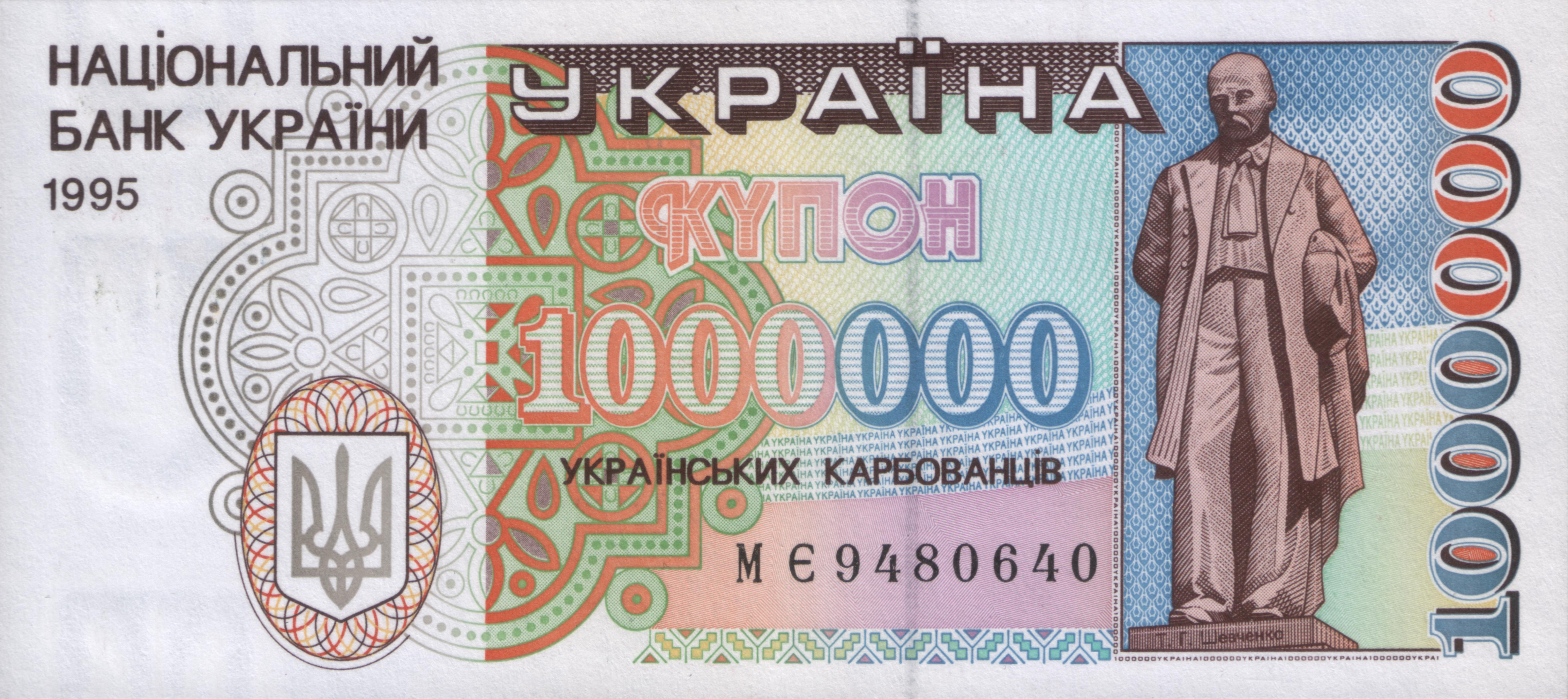
1 млн украинских карбованцев, 1995

26 декабря 1991 года Совет Республик Верховного Совета СССР принял декларацию о прекращении существования СССР. Распад СССР, образование независимых государств, нарушение хозяйственных связей между предприятиями и организациями, разрушение общего рынка товаров и услуг, введение таможенных границ и национальных валют негативно сказались на экономике Украины, в особенности промышленного Востока, который в основном был ориентирован на общесоюзный рынок. В январе 1992 года была начата эмиссия национальной валюты — в обращение были введены купоны-карбованцы. В 1996 году была проведена денежная реформа, в результате которой в обращение была введена гривна, а обесценившийся в результате инфляции карбованец был выведен из обращения.
Радикальная экономическая реформа на Украине (включая приватизацию) началась значительно позже, чем в других постсоветских странах, — лишь в 1994 году, после победы Леонида Кучмы на президентских выборах. Радикальный подход к стратегии реформ был выбран в связи с катастрофическим положением в экономике Украины в 1993 году (гиперинфляция) и начале 1994 года (спад промышленного производства на 35 % в первом квартале). Кроме того, из-за бездействия прежней администрации Леонида Кравчука к неблагоприятным условиям добавились такие, как быстрый рост внешнего долга и общая «запущенность» социальной и производственной сферы.
Экономический кризис на Украине затянулся на десять лет. В результате экономика Украины подверглась частичной деиндустриализации, которая, в отличие от западных стран, не имела постиндустриального характера. К 1999 году ВВП Украины, неуклонно снижаясь, сократился до 40 % от уровня 1990 года.

#### Проблема поставок и транспортировки энергоносителей в российско-украинских отношениях
Уже в первые годы после обретения независимости между Россией и Украиной возник конфликт по поводу цены на российский газ и оплаты поставок. Первоначально Украина заявляла о готовности к полномасштабному экономическому сотрудничеству на рыночных принципах, в том числе к согласованной политике при взаиморасчётах за поставки энергоресурсов и их транзит. В августе 1992 года были достигнуты первые договорённости о поставках газа на Украину и транзите через её территорию, а также о взаиморасчётах по этим операциям.
Несмотря на это, со второй половины 1992 года задолженность Украины за поставленные энергоресурсы — природный газ для промышленности и населения и нефть для украинских НПЗ — стала всё более усугубляться. Для решения этой проблемы украинское правительство использовало механизм технических кредитов (межгосударственных денежных кредитов, предоставляемых для закупки определённых товаров, которые могут погашаться встречными поставками товаров либо оформлением государственной задолженности). В связи с тем, что Украина не имела возможности расплачиваться по этим займам, правительство постоянно просило об увеличении их размеров и о новых кредитах. По состоянию на февраль 1993 года долг Украины перед РАО «Газпром», по данным российской компании, превысил 138 млрд рублей. В ответ на объявление о приостановке поставок газа на Украину из-за неуплаты украинские власти заявили, что намерены перекрыть транзитные газопроводы, по которым Россия поставляла газ в Западную Европу. В марте «Газпром» подписал в Варшаве соглашение о строительстве транзитного газопровода Ямал — Западная Европа по территории Польши в обход Украины (введён в строй в конце 1999 года).
Весной 1993 года общая задолженность Украины перед Россией по нескольким техническим кредитам была преобразована в государственный кредит. В июне украинская сторона вновь обратилась к России с просьбой о предоставлении кредита на 1993 год в объёме 250 млрд рублей. Одновременно происходило повышение цен на российские энергоносители. В июне 1993 года был утверждён переход на мировые цены на природный газ. В августе экспорт энергоресурсов на Украину впервые был приостановлен на пять дней в связи с неуплатой. Осенью ситуация практически не изменилась. Задолженность государственных предприятий Украины, потреблявших две трети импортируемого из России газа, только возрастала. Практически сразу выяснилось, что сокращение поставок российского газа является малоэффективным механизмом обеспечения возврата долгов. В связи с тем, что основная часть транзитного маршрута к европейским потребителям проходила по территории Украины, это позволяло украинской стороне беспрепятственно осуществлять несанкционированный отбор российского экспортного газа на собственные нужды. В октябре 1993 года «Газпром» предложил погасить долги Украины путём сдачи в долгосрочную аренду ряда объектов украинской газотранспортной системы. Украинская сторона не желала соглашаться на это предложение.
В марте 1994 года «Газпром» вновь приостановил поставки газа на Украину (в связи с тем, что задолженность Украины за газ превысила 1 трлн рублей) и требовал решения проблемы долга за счёт передачи России части имущественных прав на украинские газопроводы и предприятия. В ходе украино-российских переговоров было принято политическое решение о возобновлении поставок газа на Украину. Украина сохранила за собой контроль над своей газотранспортной системой. По итогам «газового» противостояния в 1994 году компания «Газпром» так и не добилась возврата долгов за энергоносители, которые к тому моменту приближались к двум миллиардам долларов. Наоборот, по итогам межправительственных переговоров в ноябре 1994 года Украина получила гарантии поставок газа на декабрь и на весь следующий год. Причиной такого поворота событий послужило заявленное намерение украинской стороны уступить в споре о зарубежных активах бывшего СССР.
Осенью 1995 года на Украине разгорелся очередной топливно-энергетический кризис. Украинское руководство предприняло попытку развести оплату импортируемого из России газа и плату за транзит топлива в Европу. Бо́льшую часть распределения газа между украинскими потребителями передали восьми более мелким контрагентам, а газотранспортную систему оставили в управлении «Укргазпрома».
1996 год для «нефтегазовых» отношений России и Украины оказался одним из самых стабильных. Украинская сторона с опозданием, но осуществляла выплаты РАО «Газпром». В 1997 году украинская сторона впервые не стала настаивать на повышении цены за транзит российской нефти по магистральному нефтепроводу «Дружба»: с 3,75 доллара в 1994 году она ежегодно возрастала и к 1996 году дошла до 5,2 доллара. Огромное значение для российско-украинских отношений имело подписание комплекса соглашений о Черноморском флоте и Договора о дружбе, сотрудничестве и партнёрстве в мае 1997 года. Согласно достигнутым договорённостям, Россия получила в аренду на 20 лет несколько бухт в Севастополе и Феодосии, причём внесение арендной платы за пользование объектами флотской инфраструктуры было увязано с погашением украинской задолженности за энергоносители.
К концу 1997 года правительство Украины приняло принципиальное решение об объединении нефтяного и газового секторов путём создания на базе «Укргазпрома» и «Укрнефти» холдинга «Нафтогаз Украины». В начале 1998 года Россия и Украина разработали и подписали детальную программу экономического сотрудничества на период с 1998 по 2007 годы, которая предоставляла российским компаниям возможность принять участие в приватизации украинского энергетического комплекса путём приобретения акций формировавшегося «Нафтогаза Украины». Вскоре, однако, в России наступил период «правительственной чехарды», закончившийся приходом на пост главы правительства Владимира Путина. Вопрос о возврате долгов Украины за газ временно отошёл на второй план.
С 1998 года «Газпром» прекратил прямые поставки газа Украине и стал поставлять газ лишь в оплату за транзит, а экспортом «платного» газа занялась посредническая компания «Итера», которую позже сменили «Eural Trans Gas» и «РосУкрЭнерго».
В 1999—2001 годах Украина передала России в счёт урегулирования задолженности за природный газ доставшиеся ей в наследство от СССР восемь стратегических бомбардировщиков Ту-160, три Ту-95МС, около 600 крылатых ракет Х-22, стоявших на вооружении дальней авиации, а также наземное оборудование. Таким образом Украине удалось погасить 285 млн долларов из 1-миллиардного долга за поставленный российский газ.

#### Власть и финансово-промышленные группы
1990-е годы на Украине стали периодом активного слияния власти и бизнеса, связанного с процессом «первоначального накопления капитала» и появлением так называемых «красных директоров», которые устанавливали личный контроль над предприятиями, остававшимися в собственности государства. При этом руководители предприятий могли получать беспроцентные кредиты, дотации (для «спасения производства») и субсидии на выполнение государственных заказов, служившие источником личного обогащения. Самым существенным источником роста и обогащения бизнес-групп стал доступ к посредническим операциям с энергоносителями (газ, нефть, уголь). Кроме того, практиковались несанкционированный отбор российских энергоносителей, «трастовые пирамиды», приобретение государственных предприятий по заниженной цене путём акционирования или доведения до банкротства.
В результате тесного взаимодействия государственной власти Украины с представителями крупного капитала украинские олигархи фактически захватили власть: характер и результаты политической борьбы определяются не идеологией или популярностью среди населения, а поддержкой влиятельных финансово-промышленных кланов, контролирующих, помимо прочего, средства массовой информации. Исследователи отмечают влияние олигархических групп как один из ключевых факторов формирования современной системы власти на Украине. К наиболее крупным финансово-промышленным кланам Украины, экономические и политические границы которых окончательно установились в начале 2000-х годов, относятся Днепропетровский, Донецкий, Киевский, Харьковский и Львовский. Обеспечивая финансирование политических институтов, взамен олигархические кланы получают их протекторат.
Конфликт президента Леонида Кучмы с Верховной радой и финансово-промышленными группами за контроль над исполнительной властью и конституционный кризис в стране стали следствием перераспределения экономического влияния между старой и новой бизнес-элитой страны. Первым модель переплетения исполнительной власти с финансово-промышленными кланами установил премьер-министр Украины Павел Лазаренко (май 1996 — август 1997 гг.). После его отставки Кучма поставил под свой контроль большинство финансово-промышленных групп, гарантировав им стабильное существование. Так на Украине сложилась взаимовыгодная и эффективная модель взаимодействия президента с большим капиталом, манипулирования противоборствующими финансово-промышленными группами. Большой капитал поддержал президента в его борьбе за концентрацию власти. Президент, в свою очередь, обеспечивал финансовое увеличение активов через «адресную» приватизацию, налоговые льготы, доступ к дешёвым энергоносителям и др.

### 2000-е годы

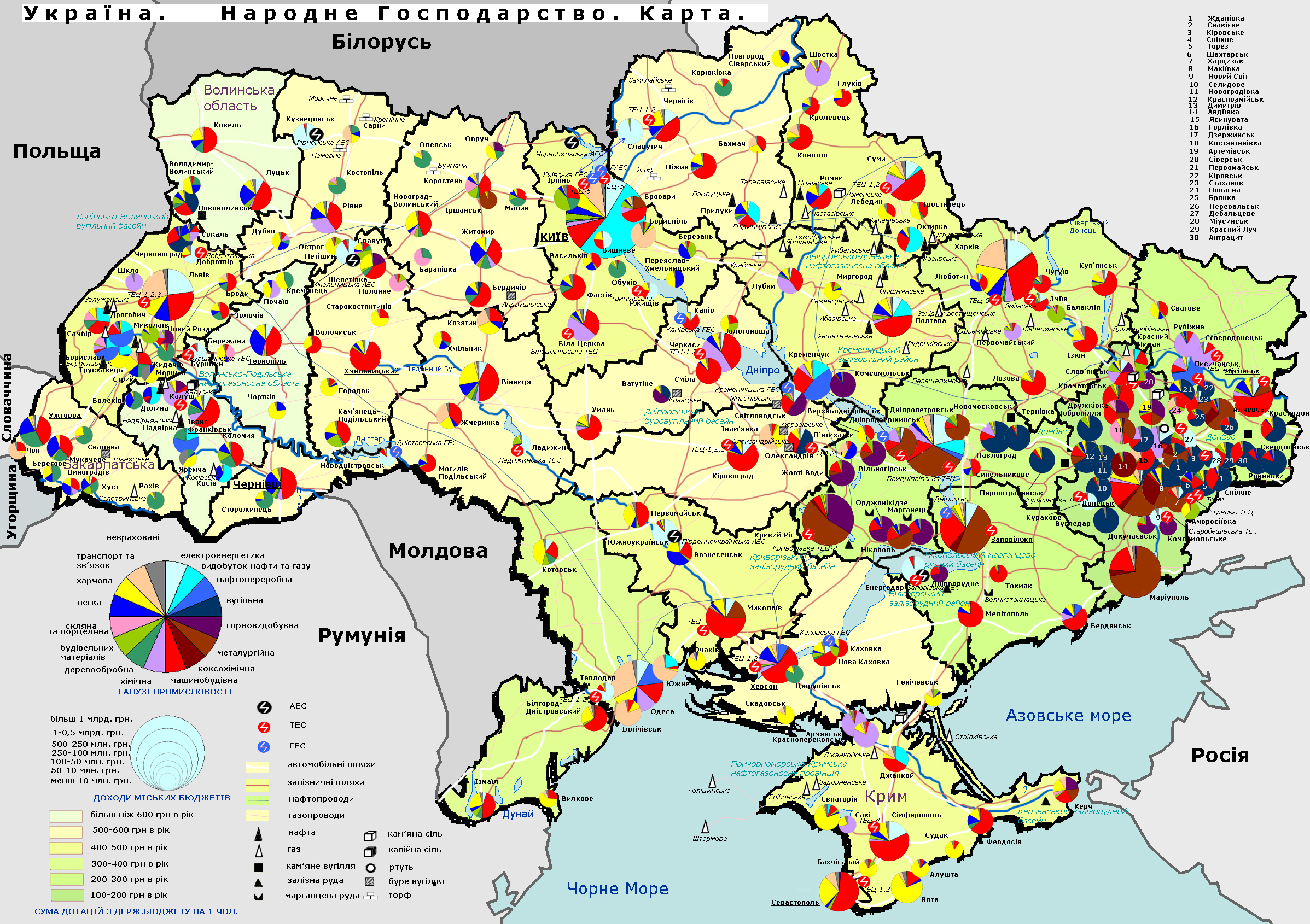
Экономическая карта Украины

В конце 1990-х — начале 2000-х, воспользовавшись ростом мирового спроса на продукцию чёрной металлургии, наличием свободных мощностей и поставками дешёвых российских энергоносителей, приватизированные металлургические предприятия Украины смогли существенно нарастить объёмы выпуска экспортоориентированной продукции, что привело к экономическому оживлению в промышленных регионах Востока.
В 2001—2007 гг. экономику Украины отличали высокие темпы экономического роста и определённая социальная стабильность. В 2003 году, при президенте Кучме, Украина возглавила СНГ, стала членом Соглашения о формировании Единого экономического пространства Белоруссии, Казахстана, России и Украины. Это Соглашение было одновременно ратифицировано в 2004 году Верховной радой и Государственной думой, проводилась большая работа по созданию общей нормативно-правовой базы экономической интеграции четырёх стран. Именно в Киеве предполагалось разместить органы управления Единым экономическим пространством. Масштабный характер стало приобретать сотрудничество Украины и России в высокотехнологичных отраслях, разрабатывались крупные проекты, в том числе и по совместному использованию газотранспортной системы. Все социально-экономические прогнозы обещали стране стабильное развитие и высокую динамику экономического роста.
Украина, однако, с первых же дней начала тормозить процесс формирования ЕЭП, стремясь к получению односторонних политических и экономических преимуществ. Когда же к власти пришёл президент Ющенко, то новое руководство поставило во главу угла идею евро-атлантической интеграции (вступления в Евросоюз и НАТО). Уже в апреле 2005 года, комментируя отношение к России и планам создания ЕЭП, президент Ющенко отметил, что «Украина поддерживает создание зоны свободной торговли с членами этой организации, но не допустит девальвации своего фискального, таможенного и бюджетного суверенитетов». В конце августа 2005 года на саммите глав стран-участниц Соглашения по формированию Единого экономического пространства Виктор Ющенко заявил, что украинское руководство считает возможным подписать лишь 15 документов, регламентирующих создание зоны свободной торговли. Остальные документы по ЕЭП, в которых речь идёт о создании наднационального тарифного органа и Таможенного союза, украинское руководство не устраивали.
С 2007 года начались переговоры о заключении Соглашения об ассоциации между Украиной и Европейским союзом. В мае 2009 года Украина вступила в «Восточное партнёрство», одним из направлений деятельности которого являлось развитие экономической интеграции со странами Евросоюза.
По мнению Андрея Илларионова, Россия в 2004 году рассчитывала на то, что на очередных президентских выборах победа достанется Виктору Януковичу, который шёл на выборы в качестве главы кабинета министров. Исходя из этого, 8 августа 2004 года было подписано дополнительное соглашение к контракту между «Газпромом» и «Нафтогазом», которым на пятилетний срок, до 2009 года, для Украины была установлена фиксированная цена на российский газ — 50 долларов за тысячу кубометров. С поражением Януковича и поворотом нового украинского руководства на евроинтеграцию стало ясно, что времена «льготных цен» для Украины закончились.
Россия активизировала свои действия, направленные на строительство трубопроводов в обход территории Украины. Создание альтернативных маршрутов транспортировки российского газа в Европу (Ямал-Европа и Северный поток) привело к постепенному снижению объёмов газового транзита через Украину. В 2001 году через Украину в ЕС было прокачано 124,4 млрд м³, в 2010 году — 98,6 млрд м³, в 2013 году — 86,1 млрд м³. Несмотря на это, Украина ещё в начале 2010-х годов оставалась крупнейшим транзитным государством для поставок российского газа в Европу.
Что касается украинского руководства, то оно в качестве приоритетов энергетической политики провозгласило избавление от российской газовой зависимости и поиск альтернативных источников топлива. Эти планы, однако, так и не воплотились в практические действия. Попытки реализовать альтернативные проекты осуществлялись на фоне длительных сложных переговоров Украины с Россией по вопросам транзита и своевременной оплаты Украиной российских газовых поставок. На фоне раздоров между союзниками по украинской «оранжевой» коалиции проявились неспособность и нежелание мирно договариваться с Россией по первоочередным вопросам. В итоге в 2006 и 2008 годах произошли два острых «газовых» конфликта, которые привели к отключению Россией поставок газа на Украину. Это значительно повысило уровень недоверия между странами, крайне негативно сказалось на имидже Украины как транзитного государства.
Первый конфликт был связан с переходом, по предложению украинской стороны, на рыночные расчёты при закупках российского газа и одновременным повышением платы за транзит газа. Россия в ответ подняла цену на газ для Украины до среднеевропейского уровня.
На Украине газовую тематику начали эксплуатировать все более-менее значимые политики, включая Юлию Тимошенко, которая ранее занималась в правительстве страны топливно-энергетическим комплексом. Как только в 2007 году в результате политического кризиса ей удалось возглавить правительство, она немедленно установила прямой контакт с президентом Владимиром Путиным, но в итоге это стоило ей не только карьеры, но и свободы.
Политизацию газовой сферы сопровождала череда коррупционных скандалов вокруг поставок газа на Украину и роли, которую в них играла компания «РосУкрЭнерго», выступавшая в 2006—2009 годах посредником между российским «Газпромом» и госкомпанией «Нафтогаз Украины» — на Украину она перепродавала газ по более низкой цене, чем закупала у российской монополии.
5 февраля 2008 года Украина вступила в ВТО.
Начавшийся в 2008 году мировой экономический кризис привёл к осложнению экономической ситуации и очередному политическому кризису, сопровождавшемуся ухудшением экономических показателей и украинским экономическим кризисом 2008—2009 гг.
По итогам 2009 года ВВП Украины упал на 14,8 %, что являлось одним из худших показателей динамики ВВП в мире. За 2009 год промышленное производство упало на 25,0 %.

### 2010-е годы
Политику форсированной евроинтеграции продолжила и администрация президента Виктора Януковича. Несмотря на то, что в 2010 году новое руководство Украины существенно улучшило отношения с Российской Федерацией, были приняты законы о неблоковом статусе государства и региональных языках, подписан Договор о создании Зоны свободной торговли СНГ, перемены стратегического курса не произошло: была сохранена начатая «Оранжевой революцией» «проевропейская» ориентация Украины, воплощением которой и явились проекты соглашений об ассоциации и зоне свободной торговли с Европейским Союзом.
Текст Соглашения об ассоциации с Евросоюзом был окончательно согласован уже в ноябре 2011 года, но в связи с осложнившимися отношениями между Евросоюзом и руководством Украины из-за ареста и судебного преследования лидера украинской оппозиции Юлии Тимошенко его подписание несколько раз откладывалось, при этом Евросоюз выдвинул ряд дополнительных условий. 30 марта 2012 года Соглашение было парафировано главами делегаций Украины и Евросоюза. В это же время президент Янукович вёл переговоры с Россией, пытаясь найти приемлемую модель сотрудничества Украины с Таможенным союзом ЕврАзЭС.
В ноябре 2013 года, за несколько дней до Вильнюсского саммита «Восточного партнёрства», где планировалось провести подписание Соглашения об ассоциации, процесс подготовки к подписанию был по инициативе украинского правительства приостановлен «с целью принятия мер по обеспечению национальной безопасности Украины, более детального изучения и проработки комплекса мероприятий, которые необходимо осуществить для восстановления утраченных объёмов производства и направлений торгово-экономических отношений с Российской Федерацией и другими государствами — членами Содружества Независимых Государств, формирования надлежащего уровня внутреннего рынка, который обеспечивал бы паритетные отношения между Украиной и государствами-членами Европейского Союза».
Отказ президента Виктора Януковича подписать соглашение с Евросоюзом привёл к массовым акциям протеста в Киеве, и после почти трёх месяцев жёсткого противостояния в конце февраля 2014 года Янукович бежал из Украины. 2 марта новое правительство распорядилось возобновить процесс подготовки к подписанию соглашения. 21 марта был подписан политический блок Соглашения, 27 июня 2014 года — экономическая часть Соглашения.
16 сентября 2014 года Верховная рада одобрила законопроект о ратификации Соглашения об ассоциации между Украиной и Европейским Союзом, который в тот же день был подписан президентом Петром Порошенко. Однако по требованию России 12 сентября 2014 года в Брюсселе на переговорах «Украина — Россия — ЕС» была достигнута договорённость об отсрочке имплементации соглашения о создании зоны свободной торговли Украина — ЕС до 31 декабря 2015 г. С 1 ноября 2014 г. Украина приступила к реализации основных положений Соглашения, исключая создание зоны свободной торговли.
На юго-востоке Украины происшедшее вызвало протесты, весной 2014 года Крым был аннексирован Российской Федерацией, а на востоке страны начался вооружённый конфликт. Его следствием стало снижение экономической активности, значительный материальный ущерб промышленной, транспортной и социальной инфраструктуре в Донецкой и Луганской областях и дальнейшее ухудшение экономического положения в стране.

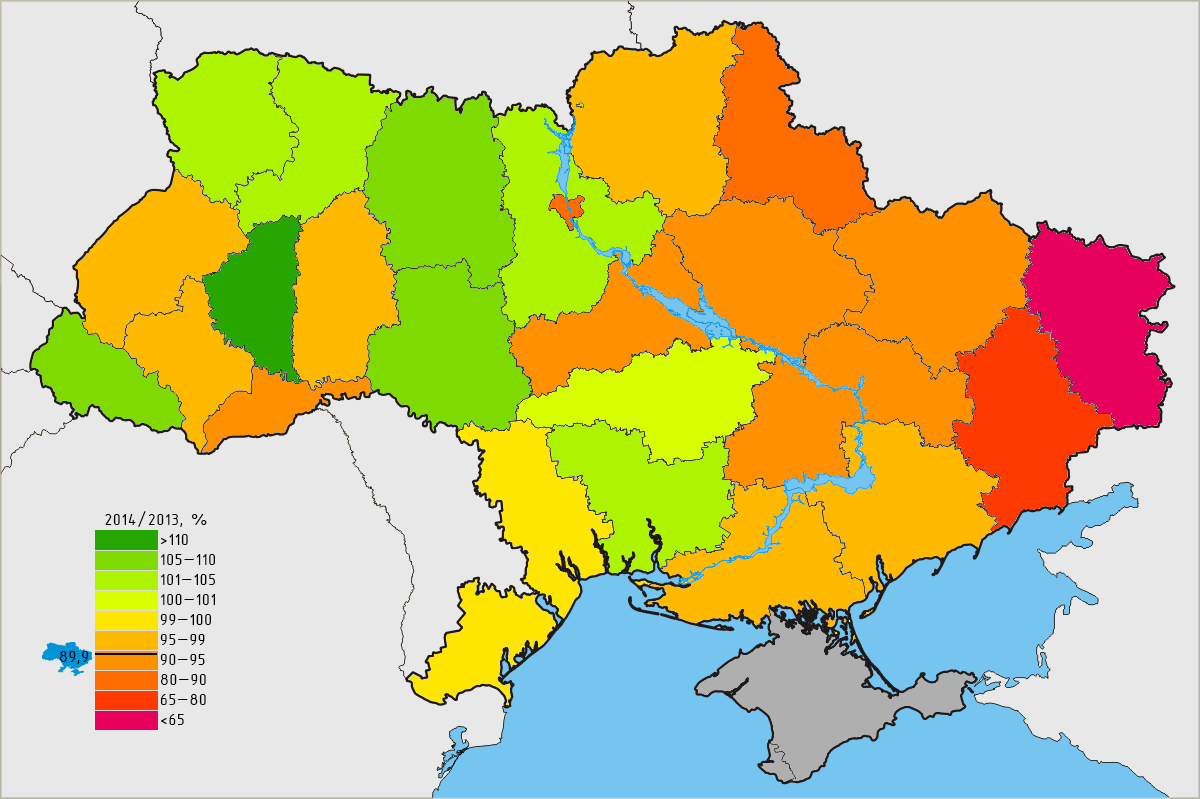
Изменение индекса промышленного производства по регионам, 2014 г., %, г/г

Кроме того, весной 2014 года правительство Украины приняло решение прекратить военно-техническое сотрудничество с Россией
- 29 марта 2014 и. о. гендиректора ГК «Укроборонпром» Ю. Ф. Терещенко сообщил, что «Украина заморозила поставки вооружения и военной техники в Россию»[57]. 4 апреля 2014 первый вице-премьер Украины В. Г. Ярема объявил, что Украина приняла решение прекратить военно-техническое сотрудничество с Россией[58].
- 31 мая 2014 года замминистра обороны РФ Ю. И. Борисов сообщил, что Украина прекратила поставку в Россию продукции военного назначения (в том числе уже оплаченной российской стороной)[59][60].
- 16 июня 2014 года президент Украины П. А. Порошенко запретил любое сотрудничество с Россией в сфере ВПК[61].

25 апреля 2014 Украина ввела специальную пошлину на импорт в страну посуды из фарфора.
Вслед за этим Роспотребнадзор ввёл ограничения на импорт в Россию некоторых продовольственных товаров украинского производства, и экспорт украинской сельхозпродукции в Россию существенно снизился.
16 июня 2014 в связи с ненадлежащим исполнением обязательств украинской НАК «Нафтогаз Украины» по контракту о газовых поставках (наличием задолженности за поставленный по контракту природный газ в размере 4,5 млрд долларов США и отсутствием платежей в счёт текущих поставок) «Газпром» объявил о переводе Украины на режим предоплаты поставок российского газа.
16 сентября 2014 было подписано Соглашение об ассоциации Украины и Европейского союза (вступившее в силу с 26 сентября 2014).
23 января 2015 года премьер-министр Украины А. П. Яценюк потребовал от глав областей представить правительству планы мобилизации экономики областей и подготовить переход экономики страны на военные рельсы.
Начиная с III квартала 2012 года по 2016 в стране происходило устойчивое снижение ВВП.
В 2011 году была зафиксирована инфляция 4,6 %, в 2012 году дефляция на уровне 0,2 %, в 2013 году — инфляция в 0,5 %.
В 2014 году потребительские цены повысились на 24,9 %, а в 2015 г. — на 43,3 %, что стало максимальным значением за последние 20 лет.
За 2014 год, по данным национального банка Украины, падение ВВП страны составило 7,5 %, уровень потребительской инфляции вырос до 25 %, банковская система утратила треть от всех депозитных вкладов населения, а золотовалютные резервы страны уменьшились до 7,5 млрд долларов. За 2014 год курс национальной валюты Украины снизился вдвое, с 8 до 16 гривен за доллар.
Промышленное производство, по данным Госкомстата Украины, в стране сократилось на 10,7 %. Больше всего пострадали отрасли, основной потенциал которых сосредоточен на востоке страны: производство кокса и продуктов нефтепереработки, химической продукции, металлургической продукции, продукции машиностроения. До начала военного конфликта на востоке страны вклад Донецкой и Луганской областей в ВВП Украины составлял около 25 %.
По данным ООН, на сентябрь 2014 года в результате боевых действий инфраструктура двух областей понесла ущерб на общую сумму 440 млн долларов США. Было разрушено почти 2000 зданий, в Донецке прекратило работу более 70 % предприятий (многие из них — шахты, которые поставляли уголь для предприятий и электростанций остальных областей Украины). Часть заводов пострадала непосредственно от артобстрелов, часть лишилась инфраструктуры и была обесточена: в ходе боевых действий были разрушены железнодорожные пути и повреждены линии электропередачи.
Как отмечает Fitch, сильное падение украинской экономики во многом обусловлено разрывом традиционно тесных экономических связей с Россией. Шведско-американский экономист Андерс Ослунд подсчитал в 2015 году, что аннексия Крыма обошлась Украине в 4 % ВВП, война в Донбассе — в 7 % ВВП, а ещё 3 % ВВП Украина потеряла из-за оттока инвестиций.
Согласно исследованию Министерства экономического развития и торговли (МЭРТ), уровень теневой экономики на Украине в 2014 году вырос до 42 % от ВВП и стал рекордным с 2007 года.
Наиболее глубокий кризис пришёлся на 2015 год:
- Падение ВВП составило 9,9 %[80]; промышленное производство сократилось на 13,4 %, в основном за счёт падения промышленного производства в Донецкой и Луганской областях[81]. По данным Национального института стратегических исследований, производство промышленной продукции (без учёта части зоны проведения АТО) уменьшилось по сравнению с 2014 годом в 2,5 раза, наибольшее сокращение претерпело металлургическое производство — 42,6 % и машиностроение — 46,3 %[78].
- Индекс текущего материального положения граждан, по данным GfK Ukraine[укр.], в апреле 2015 года достиг минимального значения за последние 15 лет — 23 из 200[82].
- Уровень безработицы достиг самого высокого уровня за все годы независимости Украины — около 5 миллионов безработных[83][84][85].
- Уровень инфляции достиг максимального значения за последние 20 лет в 43,3 %[71]. Как отмечает Минэкономразвития, на 90 % она была обусловлена девальвацией гривны, в феврале 2015 года обесценившейся к доллару США по официальному курсу до исторического минимума на уровне 30,01 грн[86].
- По оценкам Bloomberg и The Economist Украина вошла в пятёрку стран, имеющих самые «несчастные» экономики мира и была лидером в рейтинге стран с наихудшей экономикой соответственно[87][88].

В июне 2016 года глава НБУ В. Гонтарева заявила, что за последние два года украинская экономика (включая банковский сектор) испытала самый глубокий за время независимости кризис. По итогам года,
уже в 2016 экономика Украины выросла приблизительно на 2 %, также и в 2017 году.
К 2018 г. страна потеряла 20 % промышленного производства, структура экономики изменилась практически полностью. Кризис промышленного производства привёл к росту безработицы.
В октябре 2019 была представлена программа действий кабинета министров Украины Алексея Гончарука, среди его пунктов: 40-процентный рост реального ВВП; создание одного миллиона новых рабочих мест; привлечение 50 млрд долларов прямых иностранных инвестиций и другие.

### 2020-е годы
По ВВП по ППС на душу населения Украина за 2021 год занимала последнее место среди стран Европы и 97-е место в мире . После начала вторжения России на Украину произошло обвальное падение ВВП Украины, коллапс внешней торговли, прекращение работы воздушного и морского транспорта, практически полное уничтожение военной промышленности, резкое сокращение уровня зарплат в частном секторе и множество других негативных экономических последствий.
4 июля 2022 года премьер-министр Украины Денис Шмыгаль заявил, что для восстановления экономики Украины потребуется 750 миллиардов долларов и предложил конфисковать для этой цели резервы ЦБ РФ. Politico отметил, что сумма резервов покрывает заявленный ущерб лишь частично.
New York Times оценил Украину как бывшее советское государство с культурой подверженности коррупции и хрупкими демократическими институтами. Transparency International, поставила Украину на 117-е место из 180 стран по индексу коррупции в 2020 году. Но даже если конфискация активов будет одобрена некоторыми юрисдикциями, суммы далеко не соответствуют тому, что необходимо для восстановления Украины — по оценкам, они составляют не менее 600 миллиардов долларов.
ВВП Украины сократился на 15,1 % в годовом исчислении в первом квартале 2022 года. Во втором он сократился на 37 %. По оценкам правительства, общее годовое сокращение производства в 2022 году составит около 33 %. Сообщалось, что налоговые поступления покрывали только 40 % государственных расходов. К сентябрю 2022 года инфляция составила 24 % с тенденцией к росту. ЦБ повысил процентные ставки до 25 % и был вынужден девальвировать гривну на 25 % по отношению к доллару. По оценке шведского экономиста Андерса Ослунда, в случае если помощь не будет предоставлена своевременна украинское правительство будет вынуждено печатать деньги, что приведёт уже к гиперинфляции.
Согласно прогнозам Всемирного банка, опубликованным в октябре 2022 года, экономику Украины ждёт сокращение на 35 % в годовом измерении. По прогнозу украинских финансовых чиновников, к началу 2023 года инфляция может достичь 40 %, что близко к тому, что определяется экономистами как «гиперинфляция». Отмечено, что из-за войны национальный экспорт резко упал, налоговые поступления сократились, миллионы людей бежали, а российские атаки повредили важнейшую инфраструктуру, включая энергосеть. Подчёркивалось, что из-за большого дефицита бюджета Украина была вынуждена печатать деньги для покрытия своих расходных обязательств, снижая стоимость валюты и повышая стоимость импорта и других товаров.
В октябре 2022 года лидеры стран Европейского Союза предварительно договорились предоставлять Украине в 2023 году по 1,5 млрд евро каждый месяц для поддержки бюджета. Таким образом, финансовая помощь за год должна составит 18 млрд евро. Как и ЕС, по 1,5 млрд в месяц обязались выделять и США. Кроме того, ЕС разрабатывает механизм конфискации и использования замороженных активов России для помощи Украине.

## Сельское хозяйство

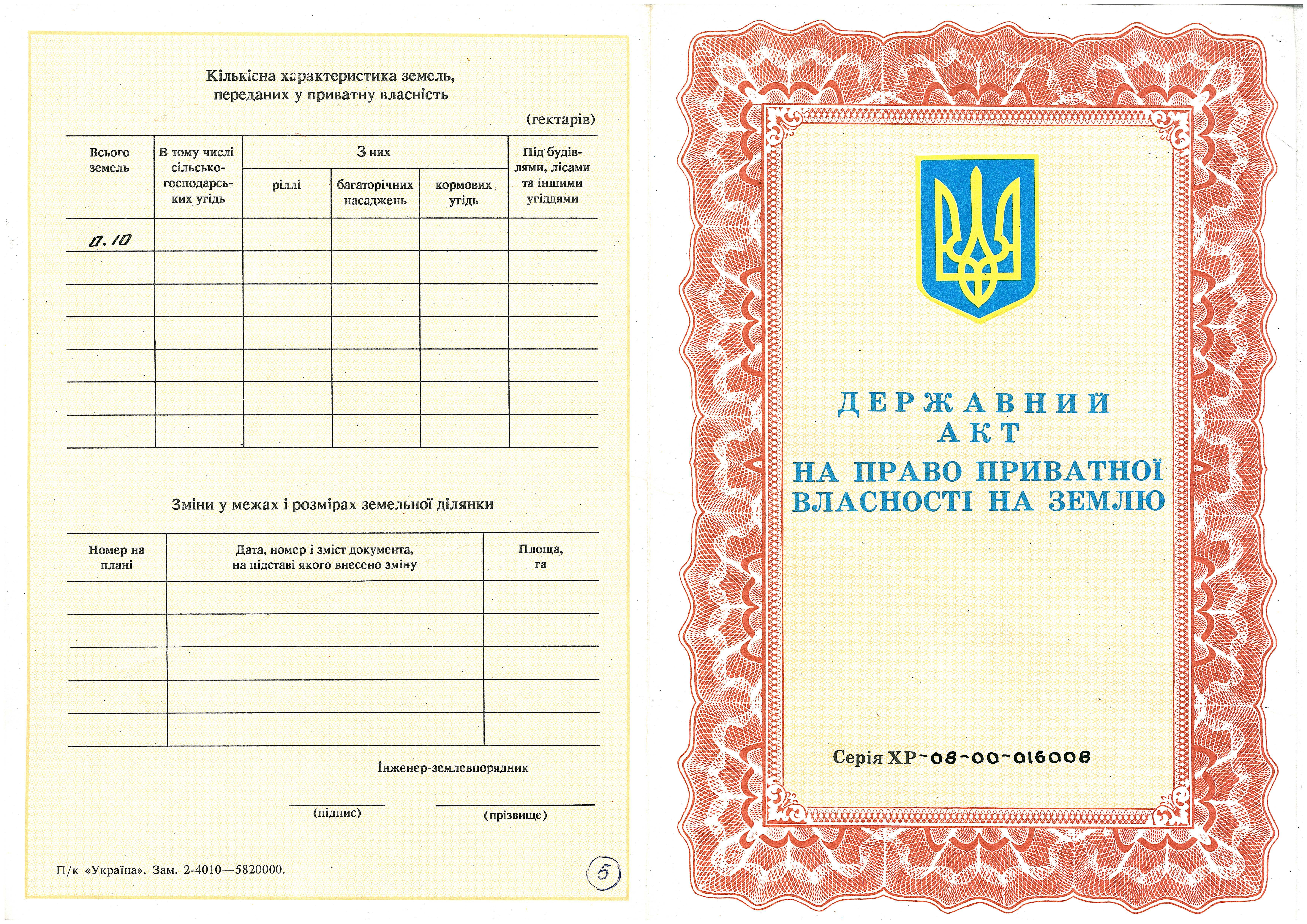
Акт частной собственности на землю, 1994

На территории Украины находится 32 миллиона гектаров чернозёма, что составляет треть пахотных земель всей Европы.
Агропромышленный комплекс (АПК) обеспечивает 14 % ВВП (на 2015 год) и является ведущей экспортной отраслью страны.
Посевная площадь сельскохозяйственных культур в хозяйствах всех категорий (под урожай 2015 г.) составляла 26,7 млн га (на 540 тыс. га меньше по сравнению с 2014 г.).
После присоединения к ВТО 5 марта 2008 года, Украине запрещено дотировать экспорт сельскохозяйственной продукции.
Земледелие
В 1991 году размер посевных площадей составлял 32 021 тыс. га (в том числе 14 670 тыс. га зерновых культур, 3 612 тыс. га технических культур, 1533 тыс. га картофеля, 477 тыс. га овощей и бахчевых культур, а также 11 555 тыс. га кормовых культур).
Валовый сбор зерновых в 1990 году составлял 51 009 тыс. тонн, в 1991 году — 38 674 тыс. тонн.
В 2011—2012 гг. на долю Украины пришлось 2,6 % мирового производства зерновых культур и 9,2 % мировой торговли зерном, что позволило стране занять 6-е место в мире среди стран — экспортёров зерна.

Основная часть экспорта зерновых в 2013 г. пришлась на страны Азии (34 % экспорта), ЕС (27 %) и СНГ (21 %).
В 2011 году Украина собрала рекордный за время независимости урожай картофеля — более 23 млн тонн .
Животноводство
Животноводство в этом секторе экономики большой роли не играет, в основном здесь развито его мясомолочное направление, свиноводство, разведение овец и разных видов домашней птицы.
Поголовье скота на Украине составляло (на 1 апреля 2008) 5,7 млн голов.

## Полезные ископаемые
В недрах Украины выявлено около 20 тыс. месторождений и проявлений 117 видов полезных ископаемых. Из них 8172 месторождения с запасами 94 видов минерального сырья имеют промышленное значение.
Разработаны и выявлены месторождения нефти, газа, угля, торфа, сланцев, урана; железа, марганца, хрома и никеля, титана, магния, а также алюминия, меди, цинка, свинца.
Есть в недрах страны золото, серебро, ртуть, бериллий, литий, цирконий, гафний, тантал, ниобий, кобальт, олово, вольфрам, молибден, ванадий, иттрий и лантаноиды, и рассеянные элементы германий и скандий. 

К промышленному освоению привлечены 2868 месторождений, на которые работают свыше 2 тыс. горнодобывающих и перерабатывающих предприятий.
По данным Washington Post, в результате вторжения России в Украину к августу 2022 года под оккупацией России оказались 63 % угольных месторождений, 11 % месторождений нефти, 20 % месторождений природного газа, 42 % месторождений металлов и 33 % месторождений редкоземельных металлов и других важных полезных ископаемых, включая литий, на общую сумму, согласно анализу SecDev, не менее 12,4 триллиона долларов.

### Добыча
Нефть и газ
На Украине выделяют три нефтеносных района:
Днепровско-Донецкий,
Прикарпатский и
Причерноморский.
Основная часть запасов расположена в восточном Днепровско-Донецком бассейне, где работают нефтегазовые добывающие установки в Сумской области — на основе Охтырского и Качанского месторождений, в Черниговской области — на базе Гнидынцевского и Прилуцкого месторождений, и в Полтавской области — на базе Сагайдатского, Зачеплывского, Радченковского месторождений. В этом регионе добывают более половины нефти Украины.
Второе место приходится на Прикарпатский нефтегазовый регион, где расположены Бориславнефтегаз[что?] и Долинонефтегаз[что?].
Крупнейшие месторождения Западной Украины находятся на территории Ивано-Франковской и Львовской областей. Самые большие месторождения: Долинское, Бориславское, Битковское.
Объёмы добычи нефти в данных месторождениях небольшие из-за истощения запасов.
Причерноморская нефтегазоносная область включает Николаевскую, Одесскую, Херсонскую области и северную часть Крыма. Часть месторождений расположена в пределах шельфа Чёрного моря и дна Азовского моря. Эта область считается перспективной, ведутся работы по поиску новых месторождений. В настоящее время Крым является спорной территорией, поэтому Украина не имеет возможности производить разработку месторождений и вести добычу в Крыму и на черноморском шельфе.
Месторождения нефти на территории Украины, в целом, являются старыми и истощёнными, месторождения расположены не сплошными массивами с огромными запасами, а рассыпаны на больших территориях и из-за глубокого залегания трудно поддаются освоению. В связи с этим, себестоимость добычи украинской нефти является очень высокой.
см. также: Сланцевая революция
Газовые месторождения (Одесское и Безымянное) также расположены на шельфе Украины; эксплуатировались Черноморнефтегазом (в марте 2014 национализированного самопровозглашённой Республикой Крым, в дальнейшем вошедшей в состав Российской федерации).
Добыча газа:
2019 год — «Укргаздобыча» (компания добывает львиную часть украинского газа, примерно 15 млрд м³) добыла 13,2 млрд м³ газа (план 18,2 млрд м³);
2020 — добыча по всей стране — 20,2 млрд м³.
Утверждается о перспективах увеличения добычи за счёт Юзовской площади и шельфа Азовского моря; премьер министр Украины Денис Шмыгаль заявил, что Киев к 2024—2025 годам рассчитывает обеспечить собственную потребность в газе за счёт внутренней добычи (в 2017 утверждалось об отказе с 2020 года от импорта «голубого топлива» и заявлялось, что страна после 2020 года может стать экспортёром природного газа).
В начале 2020 года представители «Укргаздобыча» привели данные о газовых запасов на пяти главных месторождениях станы; все они оказались истощены на более, чем 79 %.
янтарь
На март 2016 года государственное предприятие «Укрянтарь» находилось в процессе банкротства.
По разным оценкам, на Украине нелегально добывают от 120 до 300 тонн янтаря в год, объём теневого рынка — 200—300 млн долларов.

## Промышленность
В конце декабря 1990 года на территории УССР насчитывалось 7,9 тыс. промышленных предприятий, на которых работали 7,1 млн человек (в том числе, 5085 тыс. рабочих).
По состоянию на начало 2006 года Украина относилась к категории стран с развитым промышленным потенциалом, промышленность страны насчитывала около 300 отраслей.
Ведущими отраслями промышленности являлись чёрная металлургия и машиностроение; с 1990 по 2008 года доля машиностроения в структуре промышленного производства Украины изменилась с 31 до 14 %, а чёрной металлургии — с 11 до 27 %.
| год    | 2007  | 2008 | 2009 | 2010  | 2011  | 2012 | 2013 | 2014 | 2015 | 2016  | 2017 |
| ------ | ----- | ---- | ---- | ----- | ----- | ---- | ---- | ---- | ---- | ----- | ---- |
| Индекс | 107,1 | 95,0 | 79,4 | 112,2 | 108,0 | 99,3 | 95,7 | 89,9 | 87,0 | 103,1 | 97,1 |

Также: Промышленность строительных материалов Украины

### Добывающая промышленность
Украина является одной из самых важных стран-производителей полезных ископаемых в мире как с точки зрения количества, так и размера её запасов. Существует около 8000 отдельных месторождений, содержащих около 90 различных полезных ископаемых, из которых около 20 являются экономически значимыми. Около половины всех известных месторождений находятся в эксплуатации. В Украине велики месторождения железной руды (оцениваются в 28 млрд тонн), марганцевой руды (3 млрд тонн), мела и известняка (1,5 млрд тонн).
Украина является 7-м по величине производителем и пятым крупнейшим экспортёром железной руды в мире. В 2021 году её экспорт составил 44,4 млн тонн железорудной продукции, по данным S&P Global Platts. 6-й по величине производитель титана и 7-й по величине производитель графита в мире.

### Угольная промышленность
Основные отрасли — добыча каменного и бурого угля.
Основные залежи угля расположены в Днепровско-Донецком угольном бассейне а также в Львовсько-Волынском угольном бассейне.

### Нефтегазодобыча
Природный газ
Газовые месторождения на Украине активно осваивались ещё во времена Советского Союза. В 1970-е гг. добыча природного газа превышала 60 млрд кубометров в год, однако наиболее привлекательные и легко извлекаемые запасы довольно быстро истощались, и на фоне развития сибирских месторождений скважины замораживались.
Сейчас разведанные залежи природного газа составляют не менее 1 трлн кубометров; всего в настоящее время на Украине зарегистрировано порядка 350 газовых, нефтяных, газо- и нефтеконденсатных, а также нефтегазовых месторождений.
Собственная добыча ведётся преимущественно в трёх главных нефтегазоносных районах: Прикарпатском, Днепровско-Донецком и Южном; активно действующими на сегодня являются около 100 скважин.
Основными компаниями, занимающимися разведкой и добычей углеводородов, являются государственные ОАО «Укргаздобыча» и
ОАО «Укрнафта»;
а также частные:
ЧАО «Нефтегаздобыча»,
холдинг «Burisma Holdings»,
ООО «Куб-Газ»,
ЗАО «Природные ресурсы»,
СП «Полтавская газонефтяная компания».

### Нефтепереработка
Украинский топливный рынок представлен шестью нефтеперерабатывающими заводами (НПЗ):
Одесский, Кременчугский, Херсонский, Лисичанский, Надворнянский и Дрогобычский НПЗ.
Однако, работает только один — Кременчугский НПЗ (ПАО «Укртатнафта»). Остальные не эксплуатируются из-за убыточности.
Поскольку собственная добыча нефти на Украине мала, то большая часть сырья импортируется, в том числе и из России.
Украина ежегодно потребляет около 16 млн т нефтепродуктов, в том числе по 5 млн т бензина и дизельного топлива и 6 млн т мазута. Суммарные мощности украинских предприятий по переработке нефти превышают 52 млн т в год.

### Химическая промышленность
Химическая промышленность работает в едином комплексе с металлургией, используя побочные продукты металлургии и коксовой промышленности для производства азотных удобрений, лаков, красок, медикаментов. Фосфориты, соли калия и поваренная соль используются для производства минеральных удобрений, сера — для производства серной кислоты. Нефть и газ — как местные, так и импортированные — используются для производства синтетического каучука и синтетических волокон. Наибольшие центры химии: Северодонецк — 35 тыс. чел, Одесса — 28 тыс. чел. Крупнейшие химические компании: Ostchem Holding (входит в Group DF), который включает Концерн «Азот», Концерн «Стирол», Северодонецкий «Азот» и «Ривнеазот».

### Металлургия
Основные отрасли — чёрная и цветная металлургия, коксохимия, трубопрокатное производство. В число ведущих компаний в этой сфере входят Метинвест, АрселорМиттал Кривой Рог, Азовсталь, Металлургический комбинат имени Ильича и другие. По состоянию на 2021 год Украина занимает 14-е место в мире по производству стали (по данным World Steel Association). Продукция чёрной металлургии составляет почти половину экспорта тяжёлой промышленности.

### Машиностроение
Представлено главным образом тяжёлое, транспортное, электротехническое машиностроение, производство самолётов, судов, военно-космической техники, точного оборудования.
Экспорт продукции машиностроения из Украины в 2012 году составил 13,3 млрд долларов. Основные статьи украинского экспорта машиностроения — ж/д локомотивы, вагоны; турбины, силовые установки, двигатели, насосы и запчасти к ним, электрооборудование.
В 2015 году ключевыми видами украинской продукции машиностроения, которая отправляется на экспорт, вместо вагонов на первое место вышли автокомпоненты. В частности, за 11 месяцев 2015 года Украина экспортировала провода для свечей зажигания на 873 млн долларов (22 % всего экспорта в машиностроении). На втором месте в экспорте продукции машиностроения Украины занимают реактивные авиадвигатели. За 11 месяцев 2015 года их экспортировали на 615 млн долларов. Третью позицию в экспорте занимают насосы для жидкостей.

### Оборонная промышленность
Согласно отчёту Украинского института будущего, по состоянию на 2025 год на Украине действует более 800 государственных и частных предприятий по производству оружия, вооружений и боеприпасов, на которых занято около 300 тыс. квалифицированных работников. В 2024 году было произведено военного оборудования на $10 млрд, что в три раза превышает уровень 2023 года и в 10 раз — 2022 года. По словам А. Н. Камышина в 2025 году объем военного производства достигнет примерно $15 млрд, с перспективой роста до $35 млрд при условии необходимого финансирования.
В 2024 году Украина произвела 2 млн. FPW-дронов, широко используемых на фронте. План на 2025 год. — 5 млн. Планируется также произвести 30 тыс. дронов дальнего действия и 3 тыс. крылатых ракет, подобных системам Нептун и Паляница с дальностью действия до 1000 км.

### Лёгкая промышленность
Основные подотрасли — текстильная промышленность, швейная промышленность, кожевенная и меховая промышленность.

### Пищевая промышленность
В пищевой промышленности занято 12,8 % трудоспособного населения страны (2003). Ассортимент произведённой продукции включает более 3000 наименований. Предприятия пищевой промышленности расположены повсеместно, хотя при их размещении учитывается специфика отрасли. В последнее время возрастает количество предприятий пищевой промышленности. Они создаются возле источников сырья, в коллективных и фермерских хозяйствах.
Основные отрасли: Плодоовощная, сахарная, Хлебобулочная (Макаронная), Масло-жировая, Маслосыродельная, Молочная, Мясная, Кондитерская, Спиртовая, Пивоваренная и безалкогольных напитков, Винодельческая, Соляная, Рыбная.
Также развиты: консервная, табачная, мукомольная.

### Лесопроизводственный комплекс Украины
Лесопроизводственный комплекс Украины охватывает лесную, деревообрабатывающую, целлюлозно-бумажную и лесохимическую отрасли.
Основные массивы лесов сосредоточены в Карпатах и Полесье.
Распространены ценные породы деревьев — бук, дуб, ель, сосна, ясень.
Лесозаготовительная промышленность сформировалась в Карпатах и в Полесье (90 % всех лесозаготовок).
Деревообрабатывающая промышленность размещена довольно равномерно, но в районах лесоразработок концентрация предприятий заметно выше.
За пределами зон лесоразработок, в больших промышленных центрах и транспортных узлах, на привозном сырьё действуют деревообрабатывающие предприятия. Они производят пиломатериалы, древесно-стружечные политы, фанеру, спички.
Размещение предприятий целлюлозно-бумажная промышленности страны ориентируется на сырьевые, водные ресурсы, наличие электроэнергии и квалифицированной рабочей силы и располагаются главным образом в лесопромышленных районах. Учитывая небольшой запас первичного сырья — целлюлозы, практически все предприятия ЦБП Украины ориентированы на производство бумаги и картона из вторичного сырья — макулатуры.
Мебельные фабрики преимущественно сосредоточены в крупных городах (Киев, Львов, Одесса, Харьков и др.).
В 2015 году Верховная рада ввела десятилетний мораторий на экспорт кругляка.

## Энергетика
Доказанные извлекаемые запасы природных энергоносителей Украины в соответствии с информацией U.S. Energy Information Administration (на декабрь 2015 г.) и данными EES EAEC оцениваются в объёме 28,093 млрд тут (в угольном эквиваленте) или 2,24 % от общемировых (179 стран). 93,4 % из суммарных запасов приходилось на уголь, 5,2 % — на природный газ и 0,3 % на сырую нефть.

Энергетическая зависимость Украины, 1990—2018 гг., проценты

Энергетическая зависимость Украины по агрегированным группам энергоносителей и в целом в соответствии с данными Eurostat иллюстрируется следующей диаграммой
Энергетическая зависимость показывает, в какой степени экономика зависит от импорта для удовлетворения своих энергетических потребностей. Рассчитывается из отношения импорта-нетто (импорт минус экспорт) на сумму валового внутреннего потребления первичных энергоносителей и бункерного топлива. Отрицательное значение указывает на чистого экспортера: страну, которая экспортирует больше топлива, чем потребляет.
В таблицах 1 и 2 представлены данные Eurostat, позволяющие сформулировать ряд существенных принципиальных особенностей не только топливно-энергетического баланса (ТЭБ) за 1991 и 2018 гг., но их главные отличия.
| Энергоносители                               | Производство первичной энергии | Экспорт | Импорт | Общая поставка | Преобразование на электростанциях и отопительных установках | Конечное энергетическое потребление | Промышлен-ность | Транспорт | Другие сектора |
| -------------------------------------------- | ------------------------------ | ------- | ------ | -------------- | ----------------------------------------------------------- | ----------------------------------- | --------------- | --------- | -------------- |
| Электроэнергия                               | --                             | 2848    | 1575   | -1273          | 26                                                          | 17270                               | 11746           | 1171      | 4353           |
| Теплоэнергия                                 | --                             | --      | --     | --             | --                                                          | 28370                               | 15194           | --        | 13176          |
| Производные газов                            | --                             | --      | --     | --             | 1178                                                        | 6713                                | 6713            | --        | --             |
| Природный газ                                | 18925                          | --      | 74314  | 93239          | 50750                                                       | 38449                               | 23111           | 2740      | 12598          |
| Невозобновляемые отходы                      | --                             | --      | --     | --             | --                                                          | --                                  | --              | --        | --             |
| Ядерное тепло                                | 19380                          | --      | --     | 19380          | 19380                                                       | --                                  | --              | --        | --             |
| Сырая нефть и нефтепродукты (без биотоплива) | 4954                           | 3359    | 64705  | 65755          | 17850                                                       | 38952                               | 12420           | 19853     | 6678           |
| Сланец и битуминозный песок                  | --                             | --      | --     | --             | --                                                          | --                                  | --              | --        | --             |
| Торф и продукты из торфа                     | 1392                           | --      | --     | 1392           | 278                                                         | 1114                                | 649             | --        | 464            |
| Возобновляемые и биотопливо                  | 1336                           | --      | --     | 1336           | 1007                                                        | 287                                 | --              | --        | 287            |
| Твёрдое органическое топливо                 | 72432                          | 6624    | 7750   | 72395          | 30700                                                       | 13546                               | 9260            | 39        | 4246           |
| Всего                                        | 118419                         | 12830   | 148344 | 252224         | 121170                                                      | 144700                              | 79094           | 23803     | 41803          |

Общее производство первичной энергии в 1991 г. в Украине — 118,4 млн тонн нефтяного эквивалента (toe), в 2018 г. — 60,9 млн toe или 51 % от уровня 1991 г. Если в 1992 г. превышение импорта над экспортом составляло около 1,1 млн toe, то в 2018 г. нетто-импорт увеличивается до 32,3 млн toe или более, чем в 29 раз. При этом абсолютное снижение экспорт и импорта энергоносителей в 2018 г в сравнении с 1990 г. составило 11,4 млн toe в экспорте и 114,5 млн toe в импорте. Общая поставка энергоносителей уменьшилась на 158,7 млн toe. Преобразование энергоносителей на электростанциях и отопительных установках снизилась на 59 %, а конечное энергетическое потребление на 67 %. Потребление энергоносителей в промышленности в 2018 г. составило всего лишь 21 % от уровня 1991 г.
| Энергоносители                                                                                        | Производство первичной энергии | Экспорт | Импорт  | Общая поставка | Преобразование на электростанциях и отопительных установках | Конечное энергетическое потребление | Промышлен-ность | Транспорт | Другие сектора |
| --- | ------------------------------ | ------- | ------- | -------------- | ----------------------------------------------------------- | ----------------------------------- | --------------- | --------- | -------------- |
| Электроэнергия                                                                                        | --                             | 524     | 3       | -522           | 136                                                         | 10203                               | 4448            | 598       | 5157           |
| Теплоэнергия                                                                                          | 540                            | --      | --      | 540            | 670                                                         | 7523                                | 3542            | --        | 3982           |
| Производные газов                                                                                     | --                             | --      | --      | --             | 1175                                                        | 1798                                | 1798            | --        | --             |
| Природный газ                                                                                         | 16487                          | --      | 8459    | 25653          | 8536                                                        | 13718                               | 2856            | 1420      | 9442           |
| Невозобновляемые отходы                                                                               | --                             | --      | --      | --             | --                                                          | --                                  | --              | --        | --             |
| Ядерное тепло                                                                                         | 22235                          | --      | --      | 22235          | 22235                                                       | --                                  | --              | --        | --             |
| Сырая нефть и нефтепродукты (без биотоплива)                                                          | 2341                           | 335     | 11488   | 13272          | 325                                                         | 9149                                | 442             | 7358      | 1349           |
| Сланец и битуминозный песок                                                                           | --                             | --      | --      | --             | --                                                          | --                                  | --              | --        | --             |
| Торф и продукты из торфа                                                                              | 125                            | 4       | 5       | 98             | 42                                                          | 109                                 | 4               | 0         | 106            |
| Возобновляемые и биотопливо                                                                           | 4820                           | 527     | 38      | 4318           | 2019                                                        | 1945                                | 28              | 37        | 1880           |
| Твёрдое органическое топливо                                                                          | 14338                          | 56      | 13801   | 27957          | 14211                                                       | 3974                                | 3300            | 5         | 668            |
| Всего                                                                                                 | 60887                          | 1447    | 33794   | 93551          | 49347                                                       | 48418                               | 16416           | 9418      | 22584          |
| Увеличение (+), Уменьшение (-) всего в 2018 г. в сравнении с 1991 г., тыс. тонн нефтяного эквивалента | -57532                         | -11383  | -114549 | -158673        | -71822                                                      | -96282                              | -62678          | -14385    | -19219         |
| 2018/1991, в процентах                                                                                | 51 %                           | 11 %    | 23 %    | 37 %           | 41 %                                                        | 33 %                                | 21 %            | 40 %      | 54 %           |

Снизилось значительно и потребление энергоносителей на транспорте и в других секторах. Глубокий спад производства электроэнергии, её потребления во всех секторах страны — таковы главные особенности постсоветского функционирования социально-экономического комплекса Украины за период с 1991 по 2019 гг.

### Электроэнергетика
Отмеченный глубокий спад производства электроэнергии в достаточной мере характеризуется динамикой производства электроэнергии в Украине за период с 1940 по 2019 гг., по данным ЦСУ СССР (1940—1989 гг.) и Держстата України (1990—2019 гг.).

Украина. Производство электроэнергии-брутто, 1940—2019 гг., млрд. кВт∙ч

Обращает на себя внимание глубина падения в период 1940—1945 гг. и 1990—2019 гг. В 1940 г. на электростанциях Украины было выработано 12,4 млрд кВт∙ч, в 1945 г. производство составило 3,15 млрд кВт∙ч, то есть глубина падения оценивается в 3,9 раза. В 1990 г. производство электроэнергии-брутто в стране — 298,84 млрд кВт∙ч, в 2019 г. — 154,14, то есть глубина падения — 1,9 раза. Однако с 1945 по 1975 гг. выработка электроэнергии увеличилась с 3,15 до 195,0 млрд кВт∙ч, или почти в 62 раза.
В соответствии с данными официальной национальной статистики на конец 2019 г., основные показатели электроэнергетического комплекса Украины и их структура характеризуются следующими данными
Установленная электрическая мощность электростанций — 51444 МВт; Производство электроэнергии-брутто — 154141 млн кВт∙ч

Структура производства электроэнергии-нетто в Украине за 2019 год, проценты

### Атомная энергетика
Если в 1991 г. доля ядерного топлива в производстве первичной энергии составляла 16,4 %, то к 2018 г. роль атомной энергетики значительно выросла. В 2018 году из 60,9 млн т. н. э. первичной энергии 22,2 млн, или 36,5 %, пришлось на атомную энергетику. Необходимо также обратить внимание на долю атомной энергетики в структуре установленной мощности и в структуре производства электроэнергии.
Парк реакторов за весь период и действующие атомные электростанции Украины по состоянию на 1 января 2021 г. приведены в соответствии с данными PRIS IAEA таблицах 3 и 4
| п/п | Наименование реактора | Тип реактора | Статус | Местонахождение  | Установленная мощность-нетто, МВт | Установленная мощность-брутто, МВт | Начало строительства | Первое включение в сеть | Ввод в эксплуатацию (COD) | Вывод из эксплуатации |
| --- | --------------------- | ------------ | ------ | ---------------- | --------------------------------- | ---------------------------------- | -------------------- | ----------------------- | ------------------------- | --------------------- |
| 1   | CHERNOBYL-1           | LWGR         | PS     | PRIPYAT          | 740                               | 800                                | 3/1/1970             | 9/26/1977               | 5/27/1978                 | 11/30/1996            |
| 2   | CHERNOBYL-2           | LWGR         | PS     | PRIPYAT          | 925                               | 1000                               | 2/1/1973             | 12/21/1978              | 5/28/1979                 | 10/11/1991            |
| 3   | CHERNOBYL-3           | LWGR         | PS     | PRIPYAT          | 925                               | 1000                               | 3/1/1976             | 12/3/1981               | 6/8/1982                  | 12/15/2000            |
| 4   | CHERNOBYL-4           | LWGR         | PS     | PRIPYAT          | 925                               | 1000                               | 4/1/1979             | 12/22/1983              | 3/26/1984                 | 4/26/1986             |
| 5   | KHMELNITSKI-1         | PWR          | OP     | NETESHIN         | 950                               | 1000                               | 11/1/1981            | 12/31/1987              | 8/13/1988                 | --                    |
| 6   | KHMELNITSKI-2         | PWR          | OP     | NETESHIN         | 950                               | 1000                               | 2/1/1985             | 8/7/2004                | 12/15/2005                | --                    |
| 7   | KHMELNITSKI-3         | PWR          | UC     | NETESHIN         | 1035                              | 1089                               | 3/1/1986             | --                      | --                        | --                    |
| 8   | KHMELNITSKI-4         | PWR          | UC     | NETESHIN         | 1035                              | 1089                               | 2/1/1987             | --                      | --                        | --                    |
| 9   | ROVNO-1               | PWR          | OP     | KUZNETSOVSK      | 381                               | 420                                | 8/1/1986             | 12/22/1980              | 4/6/2006                  | --                    |
| 10  | ROVNO-2               | PWR          | OP     | KUZNETSOVSK      | 376                               | 415                                | 8/1/1973             | 12/22/1981              | 9/22/1981                 | --                    |
| 11  | ROVNO-3               | PWR          | OP     | KUZNETSOVSK      | 950                               | 1000                               | 10/1/1973            | 12/21/1986              | 7/29/1982                 | --                    |
| 12  | ROVNO-4               | PWR          | OP     | KUZNETSOVSK      | 950                               | 1000                               | 2/1/1980             | 10/10/2004              | 5/16/1987                 | --                    |
| 13  | SOUTH UKRAINE-1       | PWR          | OP     | NIKOLAYEV OBLAST | 950                               | 1000                               | 8/1/1976             | 12/31/1982              | 12/2/1983                 | --                    |
| 14  | SOUTH UKRAINE-2       | PWR          | OP     | NIKOLAYEV OBLAST | 950                               | 1000                               | 7/1/1981             | 1/6/1985                | 4/6/1985                  | --                    |
| 15  | SOUTH UKRAINE-3       | PWR          | OP     | NIKOLAYEV OBLAST | 950                               | 1000                               | 11/1/1984            | 9/20/1989               | 12/29/1989                | --                    |
| 16  | ZAPOROZHYE-1          | PWR          | OP     | ENERGODAR        | 950                               | 1000                               | 11/1/1985            | 12/10/1984              | 10/27/1989                | --                    |
| 17  | ZAPOROZHYE-2          | PWR          | OP     | ENERGODAR        | 950                               | 1000                               | 6/1/1986             | 7/22/1985               | 9/17/1996                 | --                    |
| 18  | ZAPOROZHYE-3          | PWR          | OP     | ENERGODAR        | 950                               | 1000                               | 1/1/1981             | 12/10/1986              | 2/15/1986                 | --                    |
| 19  | ZAPOROZHYE-4          | PWR          | OP     | ENERGODAR        | 950                               | 1000                               | 4/1/1980             | 12/18/1987              | 12/25/1985                | --                    |
| 20  | ZAPOROZHYE-5          | PWR          | OP     | ENERGODAR        | 950                               | 1000                               | 4/1/1982             | 8/14/1989               | 3/5/1987                  | --                    |
| 21  | ZAPOROZHYE-6          | PWR          | OP     | ENERGODAR        | 950                               | 1000                               | 4/1/1983             | 10/19/1995              | 4/14/1988                 | --                    |

Примечания: 1. Типы реакторов: LWGR (Light Water Cooled-Graphit Moderated Reactor) — реактор с графитовым замедлителем, известный как РБМК — реактор большой мощности канальный; PWR (Pressurized Water Reactor) — реактор с водой под давлением; 2. Статус: OP — Operational (Действующий); UC — Under Conctraction (Строящийся); PS — Permanent Shutdown (Выведенный из эксплуатации)
| № п/п | Наименование АЭС   | Количество реакторов | Установленная мощность-нетто, МВт | Установленная мощность-брутто, МВт |
| ----- | ------------------ | -------------------- | --------------------------------- | ---------------------------------- |
| 1     | Khmel’nitskaya     | 2                    | 1900                              | 2000                               |
| 2     | Rovenskaya         | 4                    | 2657                              | 2835                               |
| 3     | Yuzhno-Ukrainskaya | 3                    | 2850                              | 3000                               |
| 4     | Zaporozhskaya      | 6                    | 5700                              | 6000                               |
| --    | Украина, всего     | 15                   | 13107                             | 13835                              |

## Строительство
| 2090   | 1990   | 1995 | 2000 | 2001 | 2002 | 2003 | 2004 | 2005   | 2006 |  |
| ------ | ------ | ---- | ---- | ---- | ---- | ---- | ---- | ------ | ---- |  |
| 10     | 5      | 10   | 7    | 9    | 11   | 6    | 7    | 7      | 2    |  |
| 2007   | 2008   | 2009 | 2010 | 2011 | 2012 | 2013 | 2014 | 2015   | 2016 |  |
| 10 244 | 10 496 | 6400 | 8604 | 8685 | 9770 | 9949 | 9741 | 11 044 | 9367 |  |

## Транспорт
По состоянию на начало 2006 года, общая длина автомобильных дорог составляла 172,3 тыс. км (из них с твёрдым покрытием — 116,7 тыс. км), железных дорог — около 23 тыс. км; общая длина речных судоходных путей составляла 4,5 тыс. км, также имелось 18 морских портов и развитая сеть трубопроводов, которые использовались для транспортировки газа, нефти, нефтепродуктов и аммиака.

### Железнодорожный транспорт
Большое значение для экономики Украины имеет железнодорожный транспорт, на долю которого приходится 82 % грузооборота (без учёта трубопроводного) и почти 40 % пассажирооборота осуществляемого всеми видами транспорта. Протяжённость железнодорожных путей составляет 22,05 тыс. км.

### Автомобильный транспорт
Длина автодорог общего пользования по состоянию на 2017 год составляет 163 тыс. км, из них с твёрдым покрытием 160 тыс. км.
В рейтинге качества автомобильных дорог в странах мира, составляемом Всемирным экономическим форумом, Украина в 2018 году заняла 123-е место из 140 возможных, среди стран Европы Украина заняла предпоследнее место, опередив только Молдавию. Более 90 % существующих на Украине дорог эксплуатируется с превышением нормативного срока службы.

### Водный транспорт
В 2016 году грузооборот всех портов составил 131,7 млн тонн.
| Порт       | Грузооборот, млн т |
| ---------- | ------------------ |
| Одесса     | 25,3               |
| Южный      | 39,3               |
| Черноморск | 15,9               |
| Николаев   | 22,2               |

Основные порты на Чёрном и Азовском морях — Одесса, Черноморск, Южный, Херсон, Николаев и Мариуполь. Реки Днепр и Дунай — важные пути перевозки международных грузов.

### Воздушный транспорт
Действуют международные аэропорты в Киеве, Харькове, Днепре, Кривом Роге, Запорожье, Львове и Одессе. Де-факто действующий в Симферополе.

### Трубопроводный транспорт
На Украине существует развитая сеть нефте- и газопроводов (20 070 и 4540 км соответственно, а также 4170 км трубопроводов для очищенных продуктов).
В 2001 году был построен нефтепровод Одесса — Броды протяжённостью 667 км и стоимостью 200 млн долларов. По нему предполагалось транспортировать каспийскую и казахстанскую нефть в обход турецких проливов из порта Южный под Одессой на НПЗ Восточной и Центральной Европы и в Северную Европу через Гданьский порт. Предполагалось, что впоследствии будет проложена труба из Брод до польского Плоцка, уже соединённого нефтепроводом с Гданьском. Однако эти планы так и не были осуществлены.

## Сфера услуг

### Туризм

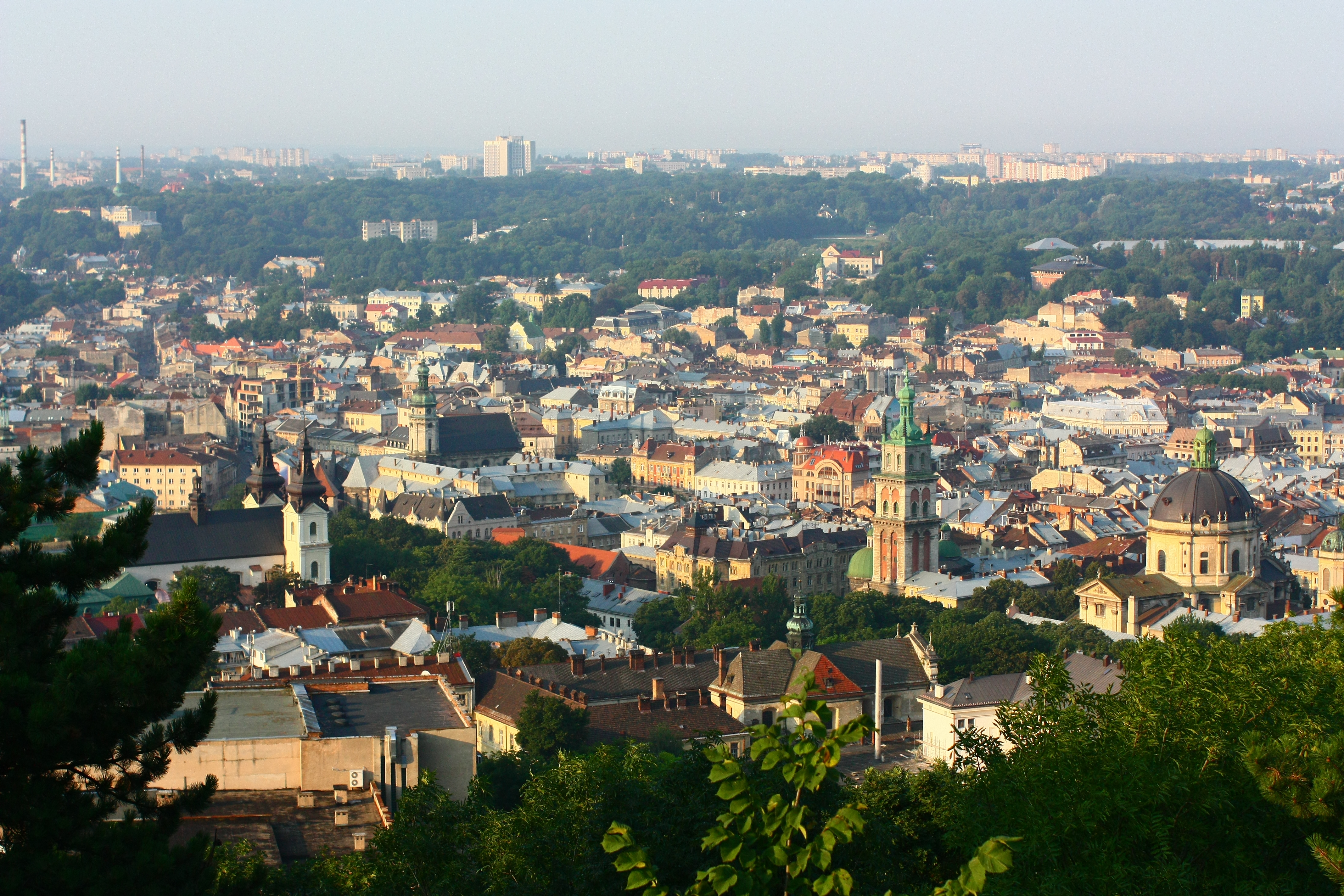
Исторический центр Львова

Украина богата туристическими возможностями: Карпаты, исторические памятники старинных украинских городов, сельский (зелёный) туризм и природные заповедники.

## Розничная торговля
В середине 2000-х розничная торговля постепенно превратилась в один из главных локомотивов роста экономики Украины.

## Внешняя торговля
Основными партнёрами во внешней торговле Украины, состоящая из вывоза (экспортирования) и ввоза (импорта) товаров и услуг, являются Российская Федерация, Турция, Китай, Египет, страны Евросоюза, Белоруссия, Казахстан.
В 2010-х Китай — один из важнейших торговых партнёров Украины с долей в 14,5 % от всего украинского экспорта, большую часть которого составляет сельхозпродукция; в 2019 году экспорт украинских товаров в КНР вырос на 63 %, в 2020 году — почти вдвое.
80 % всего украинского экспорта доставляется морем.
| Экспорт в (в %), всего на 59,0 млрд долл. | Экспорт в (в %), всего на 59,0 млрд долл. | Импорт из (в %), всего на 59,3 млрд долл. | Импорт из (в %), всего на 59,3 млрд долл. |
| ----------------------------------------- | ----------------------------------------- | ----------------------------------------- | ----------------------------------------- |
| Европейский союз                          | 37,1                                      | Европейский союз                          | 44,3                                      |
| Китай                                     | 12,3                                      | Китай                                     | 14,3                                      |
| Россия                                    | 9,0                                       | Россия                                    | 7,9                                       |
| Турция                                    | 4,4                                       | США                                       | 5,8                                       |
| США                                       | 4,0                                       | Беларусь                                  | 5,0                                       |
| Индия                                     | 3,5                                       | Турция                                    | 4,8                                       |
| Египет                                    | 2,8                                       | Швейцария                                 | 2,3                                       |
| Беларусь                                  | 2,4                                       | Япония                                    | 1,8                                       |
| Израиль                                   | 1,3                                       | Индия                                     | 1,2                                       |
| ОАЭ                                       | 1,3                                       | Республика Корея                          | 0,9                                       |
| Индонезия                                 | 1,2                                       | Вьетнам                                   | 0,8                                       |
| Молдова                                   | 1,2                                       | Казахстан                                 | 0,8                                       |
| Саудовская Аравия                         | 1,2                                       | Азербайджан                               | 0,6                                       |
| Швейцария                                 | 1,1                                       | Норвегия                                  | 0,5                                       |
| Ирак                                      | 1,0                                       | Индонезия                                 | 0,5                                       |

| N | показатель                          | 2001  | 2002  | 2003   | 2004   | 2005   | 2006   | 2007   | 2008    | 2009   | 2011   | 2012   | 2013    | 2014   | 2015   | 2016  |
| - | ----------------------------------- | ----- | ----- | ------ | ------ | ------ | ------ | ------ | ------- | ------ | ------ | ------ | ------- | ------ | ------ | ----- |
| 1 | Экспорт товаров и услуг, млрд долл. | 19,8  | 22,0  | 27,3   | 38,0   | 40,4   | 45,9   | 58,3   | 78,7    | 49,3   | 82,1   | 82,337 | 63,3    | 53,902 | 38,135 | 44,88 |
| 2 | Импорт товаров и услуг, млрд долл.  | 16,9  | 18,2  | 24,5   | 31,1   | 39,1   | 48,8   | 65,6   | 92      | 50,6   | 88,7   | 91,364 | 77      | 54,429 | 37,502 | 44,54 |
| 3 | Сальдо экспорт-импорт, млрд долл.   | 2,887 | 3,844 | 2,837  | 6,919  | 1,292  | −2,885 | −7,264 | −13,295 | −1,313 | −6,748 | -9,027 | -13,652 | -0,527 | 0,632  | 0,337 |
| 4 | Прямые инвестиции, млн долл.        | 680,3 | 916,6 | 1322,6 | 2252,6 | 7843,1 | 4717,3 | 7935,4 | 6073,7  | 4410,4 | 7065,1 | 6013   |         |        |        |       |

До кризиса 2008 года чуть более половины поступлений от экспорта приносили металлургия и химическая промышленность.
Но уже в 2014 году Украина экспортировала зерновых на 6,5 млрд долларов, а железной руды на 3,3 млрд долларов.
В 2014 году, впервые в XXI веке, объёмы экспорта аграрной продукции превысили объёмы металлургического экспорта — ведущей экспортной отраслью стало сельское хозяйство, в 2015 году оно обеспечило более 38 % экспортного потенциала. Более 20 % поступлений от экспорта приходится на чёрную металлургию. В том же году от экспорта железорудного сырья Украина получила 2,2 млрд долл., что составило 6 % экспорта страны.
Внешняя торговля товарами 2015 года представлена в таблицах:
| Товар                               | Экспорт, млрд долл. США | %    |
| ----------------------------------- | ----------------------- | ---- |
| Продукция АПК                       | 12,096                  | 31,1 |
| Продукция металлургии               | 9,473                   | 24,8 |
| Продукция машиностроения            | 4,624                   | 12,1 |
| Сырьевые минеральные товары         | 3,099                   | 8,1  |
| Готовые пищевые продукты            | 2,467                   | 6,5  |
| Продукция химической промышленности | 2,131                   | 5,6  |
| Древесина и изделия из древесины    | 1,107                   | 2,9  |
| Другое                              | 3,137                   | 8,2  |
| Всего                               | 38,135                  | 100  |

| Товар                                             | Импорт, млрд долл. США | %    |
| ------------------------------------------------- | ---------------------- | ---- |
| Сырьевые минеральные товары                       | 11,682                 | 31,2 |
| Продукция машиностроения                          | 8,023                  | 21,4 |
| Продукция химической промышленности               | 5,006                  | 13,3 |
| Полимерные материалы, пластмассы и изделия из них | 2,645                  | 7,1  |
| Продукция металлургии                             | 2,003                  | 5,3  |
| Продукция АПК                                     | 1,873                  | 5,1  |
| Готовые пищевые продукты                          | 1,606                  | 4,3  |
| Текстильные материалы и текстильные изделия       | 1,414                  | 3,8  |
| Другое                                            | 3,251                  | 8,5  |
| Всего                                             | 37,502                 | 100  |

Являющаяся традиционным экспортёром азотных удобрений Украина в за 1 полугодие 2016 года на 52 % увеличила объёмы закупок этой продукции в Российской Федерации. Украина закупила за указанный период в РФ азотные удобрения на сумму 77 млн долл США, в Казахстане на 9,7 млн долл и Белоруссии на 7 млн долл.
Внешняя торговля услугами в 2015 году выглядит так:
| Наименование услуги                                                   | млрд долл. США | в %  |
| --------------------------------------------------------------------- | -------------- | ---- |
| Транспортные услуги                                                   | 5,23           | 54,8 |
| Услуги в сфере телекоммуникации, компьютерные и информационные услуги | 1,52           | 15,9 |
| Услуги по переработке материальных ресурсов                           | 1,06           | 11,1 |
| Деловые услуги                                                        | 0,78           | 8,2  |
| Другое                                                                | 0,967          | 10   |
| Всего                                                                 | 9,55           | 100  |

| Наименование услуги                                                   | млрд долл. США | в %  |
| --------------------------------------------------------------------- | -------------- | ---- |
| Транспортные услуги                                                   | 1,15           | 22,3 |
| Услуги, связанные с финансовой деятельностью                          | 0,85           | 16,5 |
| Государственные и правительственные услуги                            | 0,76           | 14,7 |
| Деловые услуги                                                        | 0,69           | 13,4 |
| Услуги, связанные с поездками                                         | 0,6            | 11,6 |
| Услуги в сфере телекоммуникации, компьютерные и информационные услуги | 0,54           | 10,4 |
| Другое                                                                | 0,57           | 11   |
| Всего                                                                 | 5,14           | 100  |

По итогам 2019 года  Китай оттеснил Россию с позиции крупнейшего торгового партнёра украинской экономики. С 2016 года украинский экспорт в КНР вырос на 63,3 %, импорт оттуда на Украину — почти на 21 %.
2020: сокращение отрицательного сальдо (связано с последствиями пандемии)

### Торговля с ЕС
Главными партнёрами Украины в ЕС являются Польша, Италия, Германия, Испания, Нидерланды и Венгрия.
Украина поставляет в страны ЕС:
- чёрные металлы и изделия из них, а также руды, шлак и зола;
- зерновые культуры, семена и плоды масличных растений;
- электрические машины;
- топлива минеральные, нефть и продукты её перегонки;
- древесина и изделия из древесины.

Наибольшие поступления импорта из стран ЕС приходятся на:
- механические и электрические машины;
- топлива минеральные, нефть и продукты её перегонки;
- средства наземного транспорта, кроме железнодорожного;
- фармацевтическую продукцию;
- пластмассы и полимерные материалы;
- бумагу и картон.

Главными партнёрами Украины в торговле услугами среди стран ЕС являются Великобритания, Кипр и Германия.
В общем объёме украинского экспорта в страны ЕС преобладают транспортные, деловые услуги, услуги по переработке материальных ресурсов, услуги в сфере телекоммуникаций, компьютерные и информационные услуги. Наибольший удельный вес в общем объёме импорта занимают транспортные, деловые, а также услуги, связанные с финансовой деятельностью, роялти и другие услуги, связанные с использованием интеллектуальной собственности.
В 2015 году доля экспорта товаров из Украины в страны Европейского Союза составил 13,018 млрд долл. США или 34,1 % от общего объёма экспорта, доля импорта товаров из стран ЕС на Украину составила 15,344 млрд долл. США — 40,9 % от общего объёма импорта.
Важной частью торговли с ЕС является Соглашение об ассоциации Украины и Европейского Союза. В 2014 году Евросоюз предоставил Украине односторонние торговые преференции с 23 апреля сначала до 1 ноября, а затем до конца 2014 года. Соглашение о зоне свободной торговли с Европейским Союзом в полном объёме вступило в силу с 1 января 2016 года. Главным фактором Соглашения об ассоциации являются квоты для украинских экспортёров на беспошлинный импорт в ЕС. Квоты прописаны Еврокомиссией и большей частью призваны защитить рынок Евросоюза. На ряд товаров, представляющих интерес для ЕС, представлены или достаточно большие квоты или фактически они отсутствуют. На середину 2014 года бо́льшая часть квот не использовалась из-за сильной конкуренции, отсутствия реального спроса в ЕС, несоответствия продукции европейским нормам.
| Продукция                                              | Объём квоты, тонн | Доля использованной квоты в 2014 г., % | Доля использованной квоты в 2015 г., % | Степень использования квот в 2016 г., % |
| ------------------------------------------------------ | ----------------- | -------------------------------------- | -------------------------------------- | --------------------------------------- |
| Пшеница                                                | 950 000           | 100,00                                 | 100,00                                 | 100,00 (02.06.2016)                     |
| Кукуруза                                               | 400 000           | 100,00                                 | 100,00                                 | 100,00 (08.01.2016)                     |
| Виноградный и яблочный сок                             | 10 000            | 100,00                                 | 100,00                                 | 100,00 (17.02.2016)                     |
| Консервированные помидоры                              | 10 000            | 100,00                                 | 100,00                                 | 100,00 (07.04.2016)                     |
| Крупы, гранулы и зерно, обработанные другими способами | 6300              | 100,00                                 | 100,00                                 | 100,00 (12.03.2016)                     |
| Мёд                                                    | 5000              | 100,00                                 | 100,00                                 | 100,00 (17.02.2016)                     |
| Мясо птицы                                             | 36 000            | 34,33                                  | 75,00                                  | 100,00 (01.02.2016)                     |
| Солод, клейковина пшеничная                            | 7000              | 28,44                                  | 73,00                                  | 100,00 (31.05.2016)                     |
| Отруби и кормовая мука, отходы производства крахмала   | 16 000            | 10,33                                  | 22,00                                  | 78,45 (26.04.2016)                      |
| Обработанная продукция с сахара                        | 2000              | 9,98                                   | 16,00                                  | 8,1 (06.07.2016)                        |
| Ячмень                                                 | 250 000           | 9,09                                   | 77,77                                  | 90,00 (17.02.2016)                      |
| Чеснок                                                 | 500               | 7,10                                   | 8,80                                   |                                         |
| Крахмал                                                | 10 000            | 5,61                                   | 9,60                                   | 8,8 (06.07.2016)                        |
| Глюкоза и фруктоза                                     | 10 000            | 2,85                                   |                                        | 18,8 (06.07.2016)                       |
| Овёс                                                   | 4000              | 1,07                                   | 100,00                                 | 100,00 (26.04.2016)                     |
| Сахар                                                  | 20 070            | 0,01                                   | 98,90                                  | 100,00 (12.03.2016)                     |
| Сахарная кукуруза                                      | 1500              | 0,01                                   | 0,4                                    | 0,2 (07.04.2016)                        |
| Этанол                                                 | 27 000            | 0                                      | 4,5                                    | 4,6 (06.07.2016)                        |

Украина занимает 8-е место по экспорту сельскохозяйственной продукции в Евросоюз.
С октября 2014 года по сентябрь 2015 года ЕС импортировал украинской сельскохозяйственной продукции на сумму в 3,578 млрд евро, что почти на 15 % меньше, чем за аналогичный период 2013—2014 годов (4,188 млрд евро).
На ряд товаров, импортируемых из ЕС на Украину, тоже есть квоты. Мясо свинины — 10 000 тонн в год, мясо птицы — 8000 тонн, сахар — 30 000 тонн. На 1 февраля 2016 года европейские производители уже поставили на Украину 20 тысяч тонн сахара (66 % от выделенной Украиной квоты на 2016 год) и 278 тонн свинины (2,8 % квоты).

### Торговля со странами СНГ
В 2010 году Украина экспортировала товаров в страны СНГ на сумму 18,7 млрд долларов, а импортировала на 26,7 млрд долл.
В 2011 году между Украиной и государствами-участниками стран СНГ был подписан Договор о зоне свободной торговли от 18 октября 2011 года.
В 2012 году экспорт товаров был уже на сумму 25,37 млрд долларов, а импорт — 34,57 млрд долларов.
1 января 2016 года, из-за вступления в силу Соглашения о зоне свободной торговли Украины с Евросоюзом, Российская Федерация прекратила действие Соглашения о зоне свободной торговли в рамках СНГ в отношении Украины.
Другие страны ЕАЭС — Казахстан, Белоруссия, Кыргызстан и Армения — не поддержали Россию в вопросе отказа от зоны свободной торговли с Украиной, действующей в рамках СНГ. 27 января 2016 Верховная Рада ратифицировала протокол о зоне свободной торговли с Узбекистаном.
В связи с этим 1 января 2016 года правительство РФ определило: грузы для транзита из Украины в Казахстан должны следовать через Белоруссию, при этом обязательное использование средств идентификации (пломб) и мониторинг навигационной спутниковой системой ГЛОНАСС.
1 июля 2016 года действие указа распространилось и на Кыргызстан, что привело к ухудшению условий торговли не только с Республикой Казахстан и Кыргызской Республикой (на которые непосредственно и направлен указ), но и негативно повлияло на торговлю с третьими странами, особенно Центральной Азии.
В январе 2021 года Россия вышла на второе место по объёму импорта товаров на Украину: страна импортировала российских товаров на 358 млн долл. (впереди находился только Китай с 654 млн, Германия с 299 млн была на третьем месте). Общий товарооборот между РФ и Украиной составил 594 млн долл. (на 16,7 % меньше, чем в январе 2020 г.).

### Участие в международных организациях
Украина является членом следующих финансовых международных организаций на правах полноправного члена:
- Дунайская комиссия с 1949 года[185];
- Структуры Организации Объединённых Наций:
  - Международная организация труда с 1954 года[185];
  - Организация Объединённых Наций по промышленному развитию с 1985 года[185];
  - Всемирная таможенная организация с 1992 года[185];
  - Международная организация гражданской авиации с 1992 года[185];
  - Группа Всемирного банка:
    - Международный банк реконструкции и развития с 1992 года[185];
    - Международная финансовая корпорация с 1993 года[185];
    - Многостороннее агентство по инвестиционным гарантиям с 1994 года[185];
    - Международная ассоциация развития с 2004 года[185];

  - Международный валютный фонд с 1992 года[185];
  - Международная морская организация с 1994 года[185];
  - Всемирная туристская организация с 1997 года[185];
  - Продовольственная и сельскохозяйственная организация ООН с 2003 года[185];
- Европейский банк реконструкции и развития с 1992 года[185];
- Комиссия по сохранению морских живых ресурсов Антарктики с 1994 года[185];
- Центральноевропейская иницииатива с 1996 года[185];
- Конференция Энергетической хартии с 1998 года[185];
- Международный совет по зерну с 1998 года[185];
- Организация черноморского экономического сотрудничества с 1999 года[185];
  - Черноморский банк торговли и развития с 1997 года[185];
- Европейская организация высших органов финансового контроля с 1999 года[185];
- Организация по рыбной ловле в северо-западной части Атлантического океана с 1999 года[185];
- Европейская конференция гражданской авиации с 1999 года[185];
- Европейская организация по безопасности воздушной навигации с 2004 года[185];
- Европейская организация налоговых администраций с 2006 года[185];
- Организация за демократию и экономическое развитие — ГУАМ с 2006 года[185];
- Всемирная торговая организация с 2008 года[185];
- Энергетическое сообщество с 2011 года[185].

Также Украина участвует в деятельности некоторых международных организаций в статусе наблюдателя:
- Евразийская группа по противодействию легализации преступных доходов и финансированию терроризма с 2004 года[185].

Кроме того, в некоторых организациях Членство Украины приостановлено:
- Международная организация по сахару, член с 1994 года[185];
- Международная организация виноградарства и виноделия, статус наблюдателя с 1996 года[185].

### Договоры о свободной торговле
Украина имеет договоры о свободной торговле с рядом государств и организаций:
- Беларусь с 17 декабря 1992 года[186];
- Россия с 24 июня 1993 года[187];
- Казахстан с 17 сентября 1994 года[188];
- Армения с 7 октября 1994 года[189];
- Туркменистан с 5 ноября 1994 года[190];
- Узбекистан с 29 декабря 1994 года[191];
- Грузия с 9 января 1995 года[192];
- Кыргызстан с 26 мая 1995 года[193];
- Азербайджан с 28 июля 1995 года[194];
- Молдова с 29 августа 1995 года[195], дополнен 13 ноября 2003 года[196];
- Северная Македония с 18 января 2001 года[197];
- Таджикистан с 6 июля 2001 года[198];
- В рамках ГУАМ (Грузия, Азербайджан, Молдавия) с 23 мая 2006 года[199];
- ЕАСТ (Исландия, Норвегия, Швейцария, Лихтенштейн) с 24 июня 2010 года[200];
- Черногория с 18 ноября 2011 года[201];
- В рамках СНГ (Армения, Белоруссия, Казахстан, Кыргызстан, Молдавия, Россия, Таджикистан, Узбекистан) с 20 сентября 2012 года[202]. В январе 2016 года действие договора между Россией и Украиной взаимно приостановлено[203][204];
- В рамках ассоциации с Европейским союзом (Австрия, Бельгия, Болгария, Венгрия, Германия, Греция, Дания, Ирландия, Испания, Италия, Кипр, Латвия, Литва, Люксембург, Мальта, Нидерланды, Польша, Португалия, Румыния, Словакия, Словения, Финляндия, Франция, Хорватия, Чехия, Швеция и Эстония) с 27 июня 2014 года[205];
- Канада с 11 июля 2016 года[206];
- Израиль с 21 января 2019 года[207];
- Великобритания с 1 февраля 2020 года (после выхода из Европейского союза до 31 декабря 2020 года — ЗСТ в рамках ассоциации Украины с ЕС, далее — по двустороннему соглашению от 8 октября 2020 года)[208][209].

## Валютно-финансовая система
В начале 2010 года украинский фондовый рынок находился на крайне низком уровне развития, отставая от Вьетнама, Ботсваны, Нигерии и ряда других африканских стран.
К 1 августа 2010 года Украина подошла с долгом перед Международным валютным фондом (МВФ) в размере 12,66 млрд долл.
По состоянию на 31 мая 2011 года, государственный и гарантированный государством долг Украины составлял 460,6 млрд гривен (при этом, внешний долг составлял 36,9 млрд долларов, внутренний долг — 20,8 млрд долларов).
В 2014 году внешний долг Украины вырос на 10 %, или на 2,8 млрд долларов, составив 30,8 млрд долларов (против 27,9 млрд долларов годом ранее).
По данным международной исследовательской компании EuroMonitor, на Украине в 2012 году около 90 % всех платежей были осуществлены с помощью наличных.
По итогам первого квартала 2013 года, доля расчётов платёжными карточками в торговых сетях составила почти 18 % из общего количества транзакций населения с платёжными карточками (в 2012 году — 12 %, в 2011 году — 8 %, в 2010 году — 6 %, в 2007 году — 3,6 %).
С 2010 до сентября 2013 года курс гривны по отношению к доллару США колебался в узком интервале 7,9—8,2 гривен за 1 доллар.
В начале 2015 года национальный банк Украины опустил курс гривны на 25 % до 25,45 гривны за 1 доллар, отказавшись от его поддержки.
21 июля 2022 года Центральный банк Украины девальвировал гривну на 25 % по отношению к доллару США из-за последствий войны с Россией. Новый курс гривны был установлен на уровне 36,5686 за доллар.
В 2020 году 99,5 % всех операций с ценными бумагами проводились всего на двух площадках: Фондовая биржа «ПФТС», и ФБ «Перспектива».
Эффективность правительств Украины в 2002—2014 гг., по данным Национального банка Украины и Министерства финансов Украины
| Правительство   | Даты                  | Объём госдолга | Динамика госдолга | Резервы НБУ | Динамика резерва | Динамика резерва — долга |
| --------------- | --------------------- | -------------- | ----------------- | ----------- | ---------------- | ------------------------ |
| Премьер-министр |                       | млрд USD       | млрд USD          | млрд USD    | млрд USD         | млрд USD                 |
| В. Ф. Янукович  | 21.11.02 — 31.12.04   | 16,096248      | +1,894556         | 9,715       | +5,246           | +3,351443                |
| Н. Я. Азаров    | 31.12.04 — 24.01.05   | 16,134366      | +0,038118         | 10,04238    | +0,32760         | +0,289482                |
| Ю. В. Тимошенко | 24.01.05 — 08.09.05   | 16,088525      | -0,045842         | 14,41065    | +4,36827         | +4,414112                |
| Ю. И. Ехануров  | 08.09.05 — 04.08.06   | 14,691878      | -1,396646         | 18,13001    | +3,71936         | +5,116006                |
| В. Ф. Янукович  | 04.08.06 — 18.12.07   | 17,744696      | +3,052817         | 32,87849    | +14,74848        | +11,695663               |
| Ю. В. Тимошенко | 18.12.07 — 11.03.10   | 37,944144      | +20,199448        | 24,14828    | -8,73021         | -28,929658               |
| Н. Я. Азаров    | 11.03.10 — 28.01.14   | 73,226384      | +35,282240        | 17,80559    | -6,34269         | -41,624930               |
| С. Г. Арбузов   | 28.01.14 — 27.02.14   | 72,183767      | -1,042623         | 15,0855     | -2,8             | -1,75                    |
| А. П. Яценюк    | 28.02.14 — 14.04.16   | 67,099         | -5,084767         | 13,24095    | -1,84455         | +3,240217                |
| В. Б. Гройсман  | 14.04.16 — 29.08.2019 | 76,331         | +9,232            | 18,93106    | +5,69011         | -3,54189                 |

C сентября 2013 года в стране действует ограничение на расчёты наличными в 150 тыс. грн.

### Налоги
31 июля 2014 года был введён «военный налог» — общегосударственный сбор по ставке 1,5 % с заработной платы физических лиц и выигрышей участников государственных и негосударственных лотерей.
С 1 января 2015 года вступил в силу закон о внесении изменений в Налоговый кодекс Украины. В результате, количество налогов было уменьшено с 22 до девяти, однако ставка налога на пассивные доходы физических лиц была увеличена с 15 % до 20 %, введено налогообложение оборота лотерей и отменён ряд налоговых льгот. Однако в этот же день, 1 января 2015 года были введены 4 новых налога на владельцев автомашин.
По состоянию на начало 2015 года, Украина занимала 108 место (из 189) в рейтинге налоговых систем мира. По данным Всемирного банка, суммарная ставка налогов составляла 52,9 %.
15 января 2015 г. был принят закон о налоговом компромиссе[уточнить].
16 февраля 2015 г. был введён дополнительный сбор на импорт (размер сбора составляет 5 — 10 % в зависимости от группы импортируемых товаров).

## Инвестиции и внешние займы
К началу 2011 года Украина являлась вторым заёмщиком МВФ по сумме выделенных средств по действующим кредитам stand-by — сумма выделенных средств составляла 9,25 млрд SDR. Размер общей государственной задолженности в пересчёте на душу населения составлял почти 8 500 гривен (более чем 1000 долларов) на каждого жителя Украины.
За два месяца до Евромайдана агентство Moody’s понизило кредитный рейтинг Украины, составив негативный прогноз. Золотовалютные резервы Украины сократились до 20,6 млрд долларов. Оставался нерешённым вопрос о предоставлении Украине финансовой помощи со стороны МВФ, который требовал от Украины резкого увеличения тарифов на ЖКХ, замораживания пенсий и отмены субсидирования сельского хозяйства. Государственный долг Украины составил почти 70 млрд долларов.
К концу 2014 года общая картина многократно ухудшилась. Государственный долг Украины превысил 70 млрд долларов, в то время как золотовалютные резервы снизились до уровня 7,533 млрд долларов. 19 декабря 2014 года агентство Fitch в очередной раз понизило рейтинг Украины до уровня CCC- (возможен дефолт) с негативным прогнозом, в связи с низкой платёжеспособностью страны.
30 апреля 2014 года МВФ одобрил двухлетнюю программу помощи Украине в виде кредита stand-by в размере 17,01 млрд долларов. Из этих средств Украина получила лишь 4,5 млрд двумя траншами: 7 мая МВФ перечислил Украине 3,19 млрд долларов, а 4 сентября — 1,39 млрд долларов. В целом в 2014 году Украина получила кредитную поддержку в объёме 9 млрд долларов, а выплатила долгов на 14 млрд долларов.
Уже 14 февраля 2015 года агентство Fitch снова понизило суверенный рейтинг Украины до уровня CC- (высокая вероятность дефолта) с негативным прогнозом. Золотовалютные резервы Украины на 1 февраля составили лишь 6,42 млрд долларов, из которых около 6 млрд составляли ценные бумаги. За февраль 2015 года официальный обменный курс Нацбанка упал с менее чем 16 грн за доллар до 28 грн, курс межбанка — примерно с 19—20 до 29,7 за доллар.
В марте 2015 года Нацбанку Украины путём повышения ставки рефинансирования, а также введения ряда валютных ограничений удалось укрепить гривну до уровня 22 гривен за доллар и договориться с МВФ о выделении кредита в 17 млрд долларов на 4 года. При этом золотовалютные резервы Украины на 1 марта 2015 года составили лишь 5,625 млрд долларов.
На 1 июля 2015 года сумма внешнего долга Украины выросла до 127 млрд долларов, что составило 110,5 % от ВВП.
Летом 2015 года ситуация продолжила ухудшаться. Украина официально не объявила дефолт ни по одной из категорий долговых выплат, однако закупки газа своевременно произведены не были, транши МВФ выделялись с задержками, а основным условием дальнейшего сотрудничества МВФ и Украины оставались успешные переговоры Украины и фондов-держателей долга Украины по еврооблигациям. Переговоры длились очень долго, и 27 августа было объявлено, что договорённость с кредиторами достигнута. Украинское руководство объявило, что достигнуты договорённости о списании Украине 20 % общей задолженности, продлении кредитной линии на 4 года и повышении процентной ставки по кредитам с 7,21 до 7,75 % годовых. Агентство Fitch, в свою очередь, на новости о переговорах отреагировало снижением долгосрочного кредитного рейтинга Украины с CC до критического уровня C (дефолт неизбежен). Международное рейтинговое агентство Standard&Poor’s подтвердило долгосрочный рейтинг страны на уровне CC, а краткосрочный рейтинг в иностранной валюте был понижен также до уровня C.
В 2015 году Украина договорилась с МВФ о новой программе расширенного финансирования (EFF) на 17,5 млрд долларов. В 2015 году были проведены транши на 5 млрд и 1,7 млрд долларов. В 2016 и 2017 годах Украина получила по одному траншу по 1 млрд долларов каждый. Эта программа также не была завершена, и в конце 2018 года её заменили на новую программу stand-by. Украине предоставили кредит на 3,9 млрд долларов на 14 месяцев. 1,4 млрд были выданы сразу, а получение дальнейших средств зависело от выполнения условий МВФ. В сентябре 2018 года Украина рассчиталась с МВФ по всем кредитам в рамках программы stand-by, начатой в 2014 году.
В декабре 2019 года Украина и МВФ достигли договорённости о новой программе сотрудничества — трёхлетнем соглашении в размере 4 млрд специальных прав заимствования (SDR) (5,5 млрд долларов) в рамках механизма расширенного финансирования. Это соглашение предстоит одобрить руководству МВФ и совету управляющих. Программа расширенного финансирования (EFF) должна заменить одобренную в конце 2018 года программу stand-by на 3,9 млрд долларов.
29 мая 2020 года Европейская комиссия от имени ЕС одобрила выплату Украине кредита в размере 500 млн евро в рамках своей четвёртой программы макрофинансовой помощи (МФА). С этой выплатой ЕС предоставил Украине 3,8 млрд евро в виде кредитов с 2014 года. Это самая большая сумма МФА, которую ЕС выделил какой-либо одной стране-партнеру. Выделение второго и последнего транша операции стало возможным после того, как Украина осуществила 12 политических действий, согласованных с ЕС. Они включали важные меры в области борьбы с коррупцией и отмыванием денег, управления государственными финансами, банковского сектора, энергетики, здравоохранения и социальной политики. Украина также завершает работу над новым резервным соглашением с Международным валютным фондом и осуществила соответствующие предварительные действия.
10 июля Corriere della Sera, ссылаясь на свои источники в Брюсселе и Киеве, сообщила о том, что власти Германии уже более месяца тормозят выделение Украине пакет помощи объёмом в 9 млрд евро, согласованный лидерами стран Евросоюза ещё в конце мая. Этот пакет должен стать основной формой поддержки государства со стороны ЕС и предусматривает беспроцентные кредиты с погашением через 25 лет. Однако министр финансов ФРГ Кристиан Линднер выступил против того, чтобы Еврокомиссия осуществляла финансирование помощи за счёт общеевропейского долга, где Германия выступает крупнейшим гарантом.
К этому времени уже был одобрен первый транш в миллиард евро, который планировалось перевести в июле.
В июле 2022 года агентство Reuters сообщило о наличии у компаний «Укравтодор» и «Укрэнерго» обязательств по купонным выплатам в 2022 году. По данным агентства, невыплата будет означать суверенный дефолт Украины. Сообщается, что Киев попросил держателей облигаций об отсрочке платежей на два года.
20 августа 2022 года рейтинговое агентство S&P повысило долгосрочные и краткосрочные суверенные кредитные рейтинги Украины в иностранной валюте до CCC+/C. Как сообщает S&P, Украина завершила реструктуризацию своих внешних долгов. По мнению агентства, кредитные риски Украины управляемы. В ближайшее время Украина должна получить значительную донорскую помощь, которая должна помочь удовлетворить потребности государства в бюджетном финансировании и стабилизировать международные резервы, значительно сократившиеся после начала войны. В S&P добавляют, что Правительство Украины смогло реструктурировать еврооблигации на сумму в размере 22,6 млрд долларов, а также еврооблигации с государственной гарантией на сумму около 1,5 млрд долларов после получения со стороны необходимого большинства владельцев облигаций согласия на отсрочку выплат процентов основной суммы долга на 24 месяца.
9 сентября Министры финансов ЕС во время неформальной встречи в Праге согласовали условия предоставления Украине второго транша из чрезвычайного пакета макрофинансовой помощи в объёме 5 млрд евро, что является частью общего пакета в 9 млрд евро.
14 августа 2024 года агентство Fitch снизило долгосрочный кредитный рейтинг Украины с C (дефолт неизбежен) до RD (ограниченный дефолт) из-за невыплаты купона по еврооблигациям на 750 млн долларов с погашением в 2026 году. Ранее агентство S&P Global также понизило рейтинг Украины до «выборочного дефолта». В начале августа этого года Украина запустила процесс получения одобрения на реструктуризацию международных облигаций на сумму 20 миллиардов долларов.

### Инвестиции
Объём китайских инвестиций за 2015—2019 гг. составил 300 млн долларов (в стране работают более 60 китайских предприятий); китайских инвесторов интересуют энергетика, сельское хозяйство, инфраструктура, технологический и финансовый секторы.

## Трудовые ресурсы и занятость
В 1990 году общая численность населения УССР составляла 51 944,4 тыс. человек (в том числе 29 454 тыс. человек трудоспособного населения), в конце декабря 1991 года численность населения Украины составляла 52 056,6 тыс. человек (в том числе, 29 300 тыс. человек трудоспособного населения).
В последующее время, на рынок труда оказали влияние процессы миграции населения (в том числе, трудовая миграция с Украины).
В 2008 году экономически активное население (в возрасте 15—70 лет) составляло 22 397,4 тыс. человек из них 20 675,7 тыс. человек — в трудоспособном возрасте. В том числе занято: 20 972,3 (59,3 % от общей численности населения в возрасте 15—70 лет) и 19 251,7 (67,3 % от общей численности населения трудоспособного возраста) тыс. человек соответственно.
В июне 2014 года Государственная фискальная служба Украины оценивала количество работающих без официального оформления украинцев в 5 млн человек.
5 февраля 2015 года заместитель министра социальной политики Украины Валерий Ярошенко сообщил, что за прошедший год количество рабочих мест сократилось «почти на 1,5 миллиона»
На 2016 год официально трудоустроенных украинцев насчитывается 16 миллионов. В июне показатель безработицы вырос с 9,1 % (в 2015 году) до 9,9 %.
Самая большая проблема (как и в других ещё относительно бедных странах Европы: России, Белоруссии, Молдове и т. д.), увеличивающийся с каждым годом дефицит трудоспособной рабочей силы и рост количества пенсионеров, в связи с низкой рождаемостью и высокой эмиграцией населения в другие, более богатые, страны мира. Особенно сложная ситуация с растущим демографическим кризисом во многих развивающихся странах Европы и Азии: Украине, России, Китае, Молдове, Таиланде, и т. д. В этих странах обычный демографический кризис, свойственный развитым странам, усугубляется часто ещё большим уменьшением официально работающей доли трудоспособного населения в связи с обширной неформальной, теневой экономикой, ещё более низкой рождаемостью, ещё большей безработицей, ещё большем ростом пенсионеров в связи с меньшими здоровыми годами активной трудоспособной жизни, что вкупе с активной эмиграции молодого, экономически активного и самого трудоспособного населения в более богатые страны мира приводит к замедлению экономического роста стран и, как следствие, к замедлению роста зарплат и уровня жизни в странах, что в свою очередь замедляет сближение уровня жизни в развивающихся странах с уровнем жизни развитых. Богатые развитые страны Европы и Азии часто решают проблему демографического кризиса, просто увеличивая квоты на ввоз большего числа иностранной рабочей силы, что в свою очередь бедные, экономические не привлекательные как для квалифицированной, так и неквалифицированной иностранной рабочей силы развивающиеся страны себе позволить не могут. Как пример, экономика Украины может столкнуться с широко обсуждаемой проблемой, Украина может постареть быстрее, чём её население разбогатеет, что может привести к замедлению роста уровня жизни на Украине и сближения её по зарплатам с другими развитыми и богатыми экономками Азии и Европы: Японией, Республикой Корея, Китайской Республикой, Швейцарией, Германией, Францией, Норвегией, Словенией и т. д. В худшем случае это может привести к экономическому застою, подобному японскому, наблюдаемому в Японии уже два десятилетия. Но с учётом того, что Япония является экономически развитой, богатой страной с высокими зарплатами, а Украина — лишь развивающейся.
| виды деятельности                            | 1998 год, % | 2004 год, % | 2016 год ,% |
| -------------------------------------------- | ----------- | ----------- | ----------- |
| промышленность                               | 23,5        | 21,3        | 22,5        |
| сельское хозяйство                           | 24,1        | 23,9        | 6,0         |
| строительство                                | 4,9         | 5,4         | 2,6         |
| транспорт и связь                            | 4,9         | 6,3         | 7,6         |
| торговля, общепит, снабжение                 | 6,3         | 18,5        | 10,7        |
| здравоохранение, физкультура, соцобеспечение | 6,5         | 6,0         | 22,9        |
| образование, культура, искусство, наука      | 10,1        | 6,8         | 18,6        |
| другие                                       | 19,7        | 11,8        | 9,1         |
| всего                                        | 100         | 100         | 100         |

Занятость населения в отраслях промышленности Украины:
| отрасль промышленности           | 1985 год, % | 1990 год, % | 1994 год, % | 1998 год, % |
| -------------------------------- | ----------- | ----------- | ----------- | ----------- |
| машиностроение и металлобработка | 42,7        | 43,1        | 38,8        | 34,3        |
| лёгкая                           | 11,2        | 10,6        | 7,6         | 6,7         |
| пищевая                          | 9,2         | 9,6         | 11,1        | 14,9        |
| топливная                        | 9,2         | 9,2         | 11,9        | 10,1        |
| чёрная металлургия               | 6,7         | 6,3         | 7,7         | 9,8         |
| стройматериалов                  | 5,9         | 5,6         | 5,7         | 6,6         |
| химическая и нефтехимическая     | 4,6         | 4,6         | 4,9         | 4,7         |
| лесная и деревообрабатывающая    | 4,3         | 4,2         | 4,3         | 4,4         |
| электроэнергетика                | 1,7         | 1,9         | 3,3         | 4,7         |
| другие                           | 4,7         | 5,6         | 5,4         | 3,8         |
| всего                            | 100         | 100         | 100         | 100         |

В 2015 году занятость населения была 62,4. Безработица −9,1. Теневая занятость −28,5.

### Финансы населения

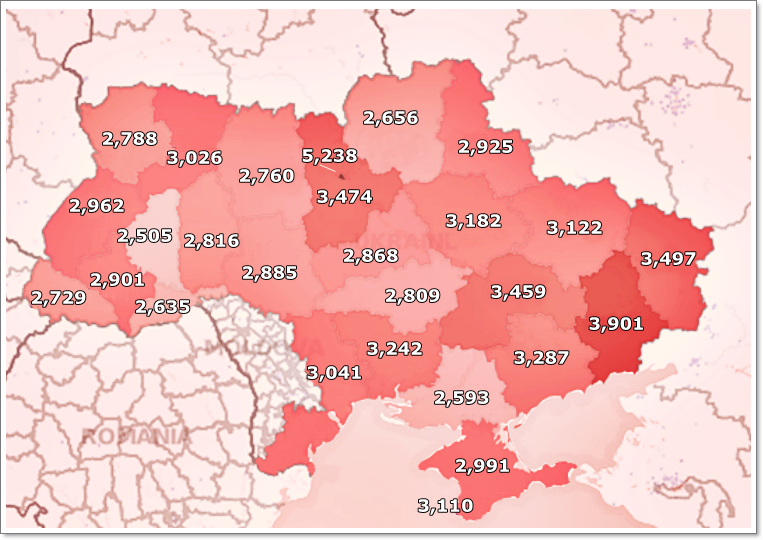
Среднемесячная зарплата по регионам Украины, июль 2013 года

Средний доход населения Украины в 2017 году составил 3939 гривен в месяц (около 150 долларов), среднемесячная зарплата — 7104 гривны (270 долларов), средняя пенсия — 1828 гривен (70 долларов). Общий объём доходов населения Украины в 2017 году составил 2,7 трлн гривен (100 млрд долларов).
На 2016 год 40 % официально трудоустроенных украинцев получают минимальную зарплату.
Средний размер оплаты труда на Украине в декабре 2020 года до уплаты налогов составлял 14 179 гривен (509 долларов), после уплаты налогов (НДФЛ 18 % и военного сбора 1,5 %) — 11 414,10 грн (410 долларов). С 1 января 2021 года минимальный размер оплаты труда на Украине составляет 6000 гривен (примерно 211,81 доллара или 174,05 евро). Индекс Кейтца (отношение минимальной зарплаты к средней) по прогнозам в среднем за год составит 48 % (в ЕС колеблется от 45 % до 55 %). С 1 декабря 2021 года минимальный размер оплаты труда (брутто) на Украине составляет 6500 гривен (236,86 $), а нетто — 5232,50 гривен (190,68 $).
Размер фактического прожиточного минимума на Украине в 2018 году равнялся 3263 гривнам (120 долларов) в месяц. По данным Госстата Украины, в 2018 году численность населения Украины с доходами ниже фактического прожиточного минимума составляла 10,6 млн человек, что равнялось 27,6 % населения Украины.
По уровню личного богатства на душу населения Украина занимает 123-е место из 140 стран мира, согласно рейтингу, составляемому швейцарской компанией Credit Suisse. По состоянию на середину 2018 года на одного взрослого жителя страны приходилось 1563 доллара активов.
Основные показатели уровня жизни:
| показатель                         | 2000  | 2001  | 2002  | 2003  | 2004  | 2005  | 2006  | 2007  | 2008  | 2009  | 2010   | 2011   | 2012   | 2013   | 2014   | 2015   | 2016   | 2017 | 2018 | 2019  | 2020  | 2021   |
| ---------------------------------- | ----- | ----- | ----- | ----- | ----- | ----- | ----- | ----- | ----- | ----- | ------ | ------ | ------ | ------ | ------ | ------ | ------ | ---- | ---- | ----- | ----- | ------ |
| доходы населения, млрд грн         | 128,7 | 158   | 185,1 | 215,8 | 274,2 | 381,4 | 472,1 | 623,3 | 845,6 | 897,7 | 1101   | 1251   | 1407   | 1 478  | 1531   | 1735   | 2002   | 2652 | 3249 | 3744  | 3972  |        |
| среднемесячная зарплата, грн       | 230   | 311   | 376   | 462   | 590   | 806   | 1041  | 1351  | 1806  | 1906  | 2239   | 2633   | 3026   | 3265   | 3480   | 4195   | 5183   | 7620 | 8865 | 10497 | 11591 | 14313  |
| зарплата в промышленности, грн     | 302   | 406   | 485   | 591   | 743   | 967   | 1212  | 1554  | 2017  | 2117  | 2580   | 3120   | 3500   | 3763   | 3988   | 4791   | 5902   |      |      |       |       |        |
| зарплата в сельском хозяйстве, грн | 111   | 151   | 178   | 210   | 295   | 415   | 553   | 733   | 1076  | 1206  | 1430   | 1800   | 2023   | 2340   | 2556   | 3308   | 4195   |      |      |       |       |        |
| средняя месячная пенсия, грн       | 68,9  | 83,7  | 122,5 | 136,6 | 182,2 | 316,2 | 406,8 | 478,4 | 776   | 934,3 | 1032,6 | 1151,9 | 1253,3 | 1470,7 | 1526,1 | 1581,5 | 1699,5 | 1828 | 2479 | 3020  | 3410  | 3778,8 |
| прожиточный минимум, грн           | 270,1 | 311,3 | 342   | 342   | 362,2 | 423   | 453   | 492   | 592   | 626   | 875    | 953    | 1095   | 1176   | 1176   | 1330   | 1544   | 1762 | 1921 | 2102  | 2270  | 2379   |

Очень высока доля неформальной занятости по регионам Украины — Ивано-Франковская 53,4 %; Черновецкая −49,9 %; Ровенская −46,6 %; Херсонская −42,1 %.

### Безработица
Безработных:
- 2014 — 9,7 %, или 1,8 млн чел.[298]
- 2015 — 9,1 %, или (всего) ок. 5 млн чел.[84][85][299][299]

2016 — 9,5 % или 1 678 200 — официальная безработица.
С начала 2017 года уровень безработицы на Украине сократился с 1,6 % до 1,2 %. В июле было официально зарегистрировано 319,9 тысячи безработных, из них получали помощь 256,9 тысячи человек.
Несмотря на определённые успехи в борьбе с безработицей, к началу февраля 2018 года количество безработных выросло до 364 тыс. Во многом ситуацию спасает трудовая миграция за рубеж.

### Предпринимательство
По данным Государственной службы статистики Украины, в 2013 году на Украине насчитывалось 1 600 127 субъектов хозяйствования, из которых 698 субъектов крупного предпринимательства, 20 550 — среднего и 1 578 879 — малого предпринимательства.
Согласно действующему законодательству Украины, участниками хозяйственных отношений могут быть юридические и физические лица. Хозяйственную деятельность осуществляли 364 935 юридических лиц, из которых 20 189 — средние предприятия, 344 048 — малые предприятия и 1 235 192 — физических лица-предпринимателя.
В структуре предпринимательства по размеру предприятий доля малых предприятий составила 94,3 %, средних — 5,5 %, крупных — 0,2 %.
В расчёте на 10 тыс. человек имеющегося населения Украины количество средних и малых предприятий составляло 4 для средних предприятий и 76 — для малых предприятий.

## Инновации
В 2004 году на Украине работали 1095 инновационных предприятий, которые затратили на инновационную деятельность 4,51 млрд грн. (563 млн долларов). За период 2007—2008 гг. Украина потратила на инновации 3 % от объёма промышленного выпуска. На финансирование науки выделяется примерно 0,5 % ВВП.
Наиболее известные среди инновационных компаний Украины — разработчики компьютерных игр GSC Game World и 4A Games.
В 2011 году доктор экономических наук А. А. Аузан выступил с заявлением, что Украина имеет бо́льший инновационный потенциал, чем Россия. По его мнению, «проклятие ресурсов (эта тема уже 15 лет популярна в мировой экономической науке) плохо действует на сознание доминирующих групп и на права собственности. И это факт. Поэтому для Украины отсутствие пенсионных ресурсов нации — скорее плюс, чем минус. Это побуждение.»
Весной 2013 года Украина занимала четвёртое место в мире по количеству сертифицированных ИТ-специалистов после США, Индии и России. Эксперты признают количественный и качественный потенциал украинских специалистов.
В 2017 году был открыт первый инновационный парк в Украине UNIT.City на территории бывшего Киевского мотозавода. По состоянию на 2021 год в парке насчитывается 110 компаний-резидентов. Среди них четыре лаборатории, три бизнес-кампуса, коворкинг, восемь акселераторов и три инвестиционных фонда для поддержки и развития украинских стартапов. В 2019 году в UNIT.City на мероприятии организованном «Римским клубом» кандидат экономических наук Владимир Спиваковский представил свою стратегию роста экономики Украины базирующуюся на опыте стран которые совершили существенный экономический рост благодаря секторальным приоритетам.